# Імперіалізм

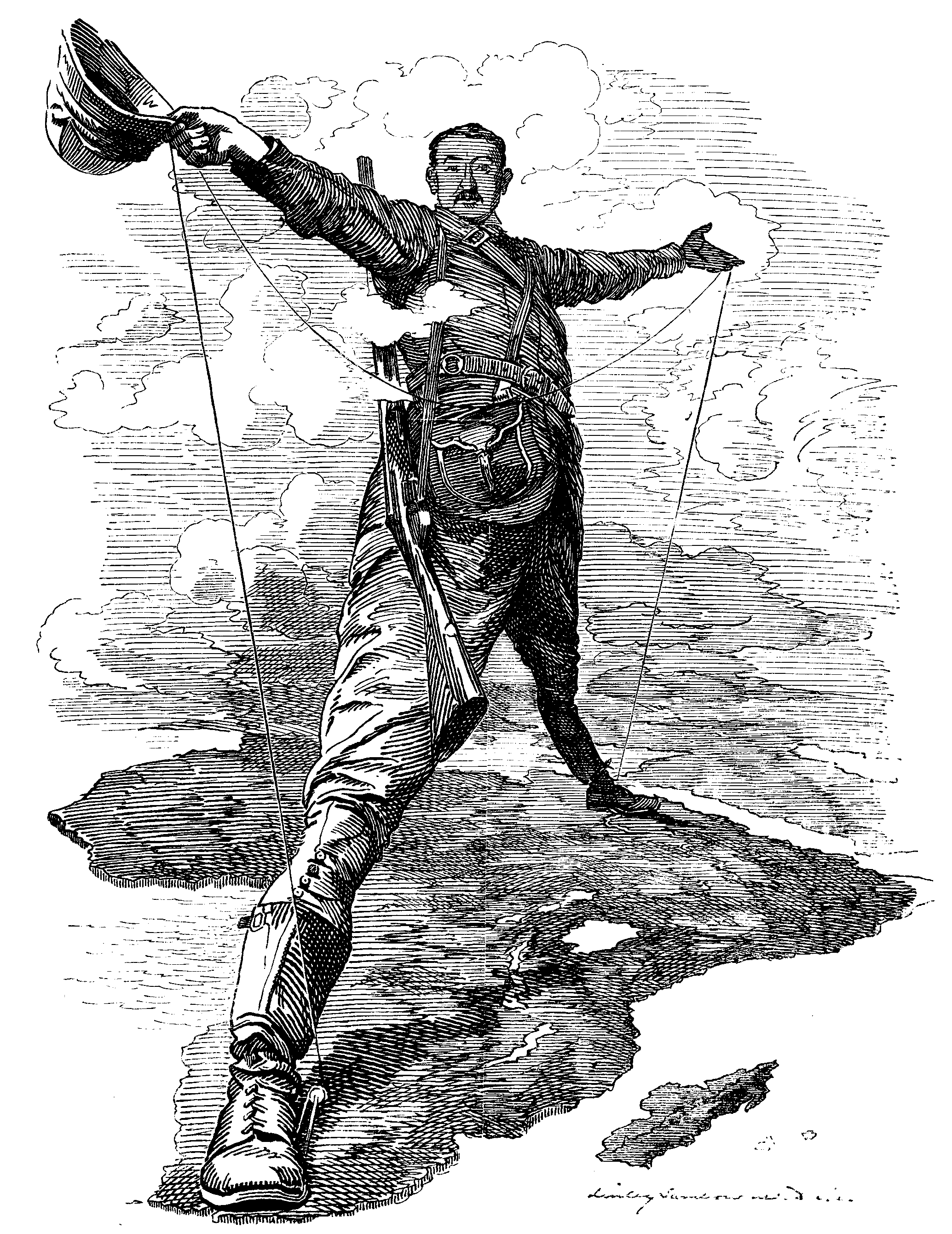
«Родський колос». Карикатура на Сесіля Родса в журналі Панч

Імперіалі́зм (від лат. imperare — правити) — державна політика, практика і пропаганда розширення і панування держави шляхом прямого захоплення території або за рахунок отримання політичного і економічного контролю. Імперіалізм як державна політика завжди передбачає використання сили: прямої військової або іншої форми. Імперіалізм часто вважається морально негожим, тому термін часто вживають у міжнародній пропаганді, щоб засудити і дискредитувати зовнішню політику противника.
Термін вживають для характеристики політики країн незалежно від того, чи називають вони себе імперіями.
Визначення терміна значно відрізняються залежно від політичної системи, з позицій якої дається таке визначення. В СРСР давались визначення терміна, що напряму пов'язували імперіалізм з капіталізмом:
- Мала радянська енциклопедія (1929) містить визначення імперіалізму, наведене в роботі В. І. Леніна «Імперіалізм, як вища стадія капіталізму»: «капіталізм на тій стадії розвитку, коли склалося панування монополій і фінансового капіталу, почався розділ світу міжнародними трестами і закінчився розділ всієї землі найбільшими капіталістичними країнами»[2]. Це визначення є суто економічним, про що зауважив сам автор роботи.
- Велика радянська енциклопедія (1972) містить визначення, вироблене на основі інтегрування основних положень вищезазначеної ленінської роботи: «монополістичний капіталізм, вища і остання стадія капіталізму, переддень соціалістичної революції».

На Заході визначення імперіалізму подавалось у ширшому тлумаченні, як «нерівність людей і територіальних відносин, як правило, у формі імперії, засноване на ідеях переваги і практики домінування, і використання розширених повноважень і контролю однієї держави або еліт над іншою». Відповідно до цього визначення політика СРСР, принаймні в період холодної війни, розглядалась як імперіалізм.

## Імперіалізм як явище
Розглядаючи поняття «імперіалізм», нерідко виокремлюють наступні площини: імперіалізм як явище політичного життя; імперіалізм як соціально-економічне явище; імперіалізм як явище культурного життя; імперіалізм як певна теоретична та ідеологічна побудова. Водночас, говорячи про перші три площини, часто виділяють два головні значення поняття: імперіалізм у широкому розумінні та імперіалізм у вузькому розумінні. Відповідно до цих двох значень існують два підходи до розуміння суті такого явища як імперіалізм. Перший підкреслює політичну роль і простежує імперіалізм від стародавніх цивілізацій, заснованих на експансії, зокрема, від держави Александра Македонського чи Римської імперії. Другий виділяє економічні фактори й розглядає імперіалізм як особливість головним чином епохи розвинутого капіталізму ХХ ст..
Імперіалізм, як державна політика, використовує ідеологічне обґрунтування права підпорядкування собі інших держав, територій та народів. Такими обґрунтуваннями в історії людства були навернення до «правильної і справедливої» релігії, як у випадку, наприклад, ісламського завоювання Північної Африки та Азії або встановлення іспанської та португальської колоніальних імперій в Латинській Америці, залучення до цивілізації відсталих народів, як у випадку Британської, Французької, Російської, Японської імперій, «пролетарський інтернаціоналізм» у випадку радянського імперіалізму, вищість арійської раси у випадку Третього Рейху, поширення демократії у випадку сучасного імперіалізму США.
Імперіалістична політика опирається на військову й економічну перевагу розвинутих народів. Зокрема, європейський імперіалізм став можливий завдяки промисловій революції. Опір імперіалізму чинять національно-визвольні рухи підкорених народів.

## Епоха імперіалізму

Європейські претензії в Африці на 1914 рік:
Бельгія
Франція
Німеччина
Велика Британія
Італія
Португалія
Іспанія
Незалежні держави

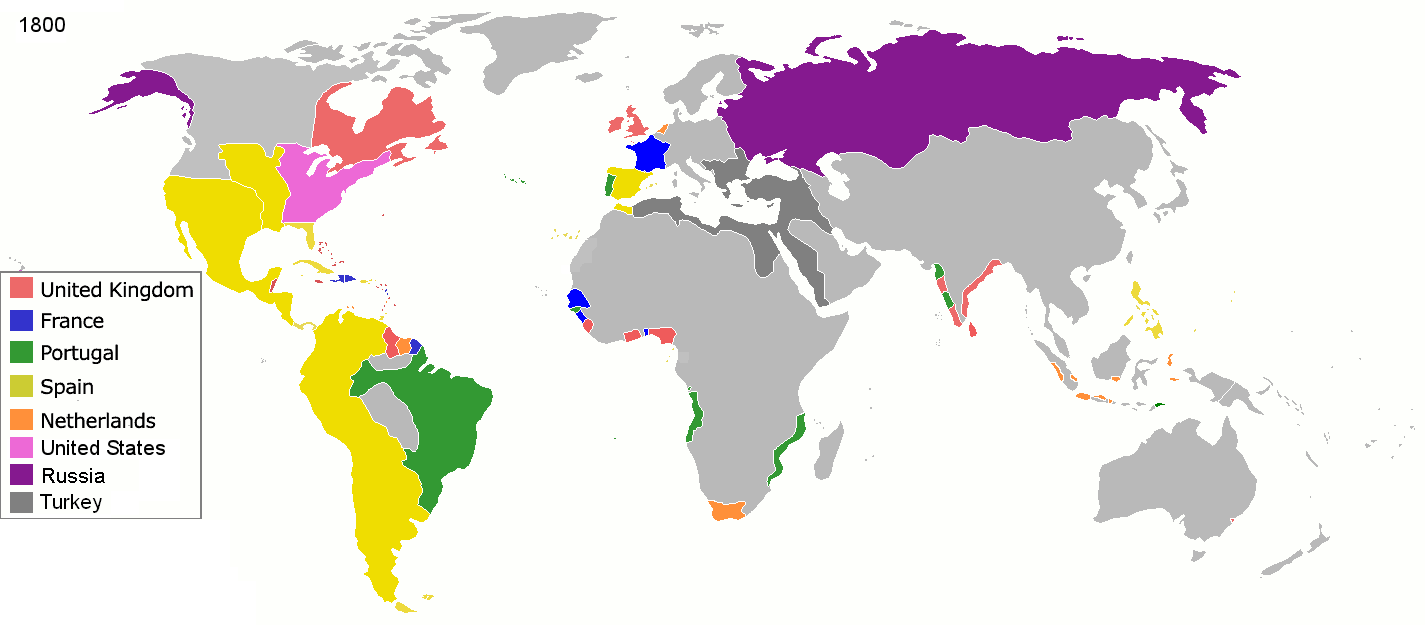
Колоніальні імперії у 1800

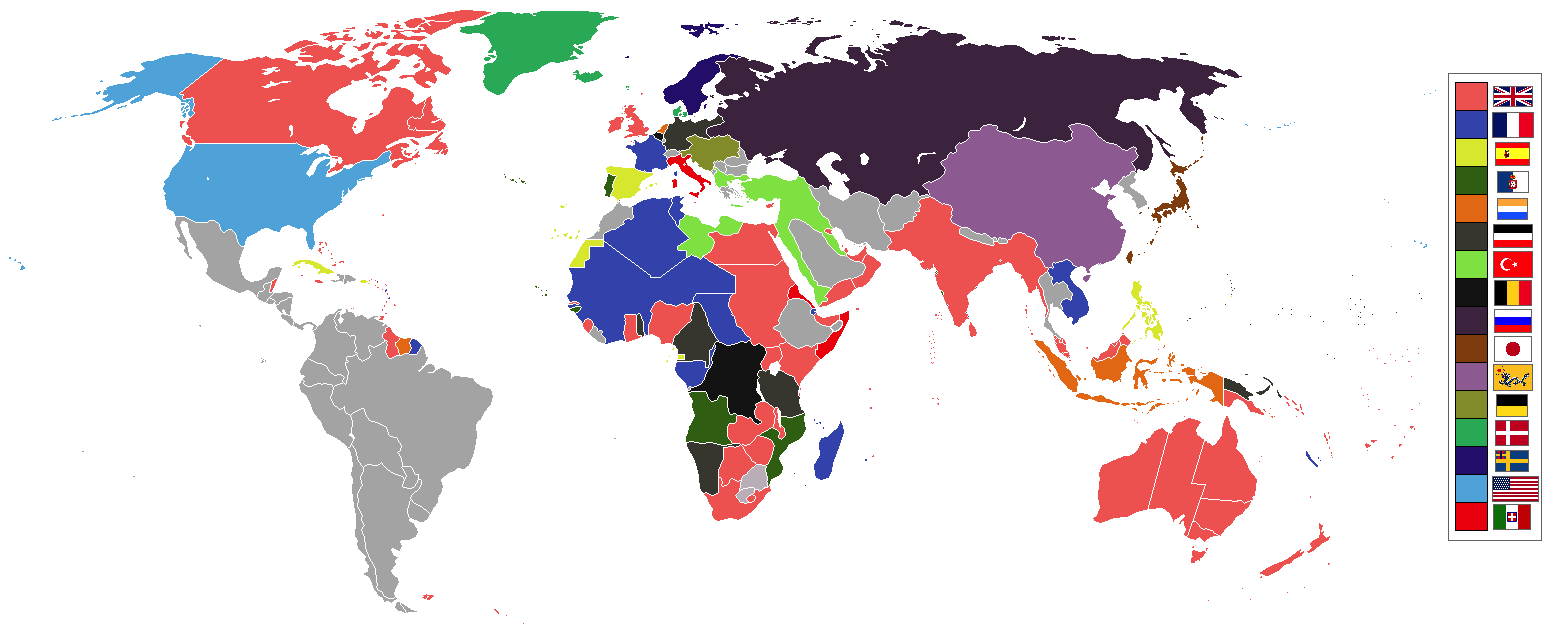
Колоніальні імперії у 1898

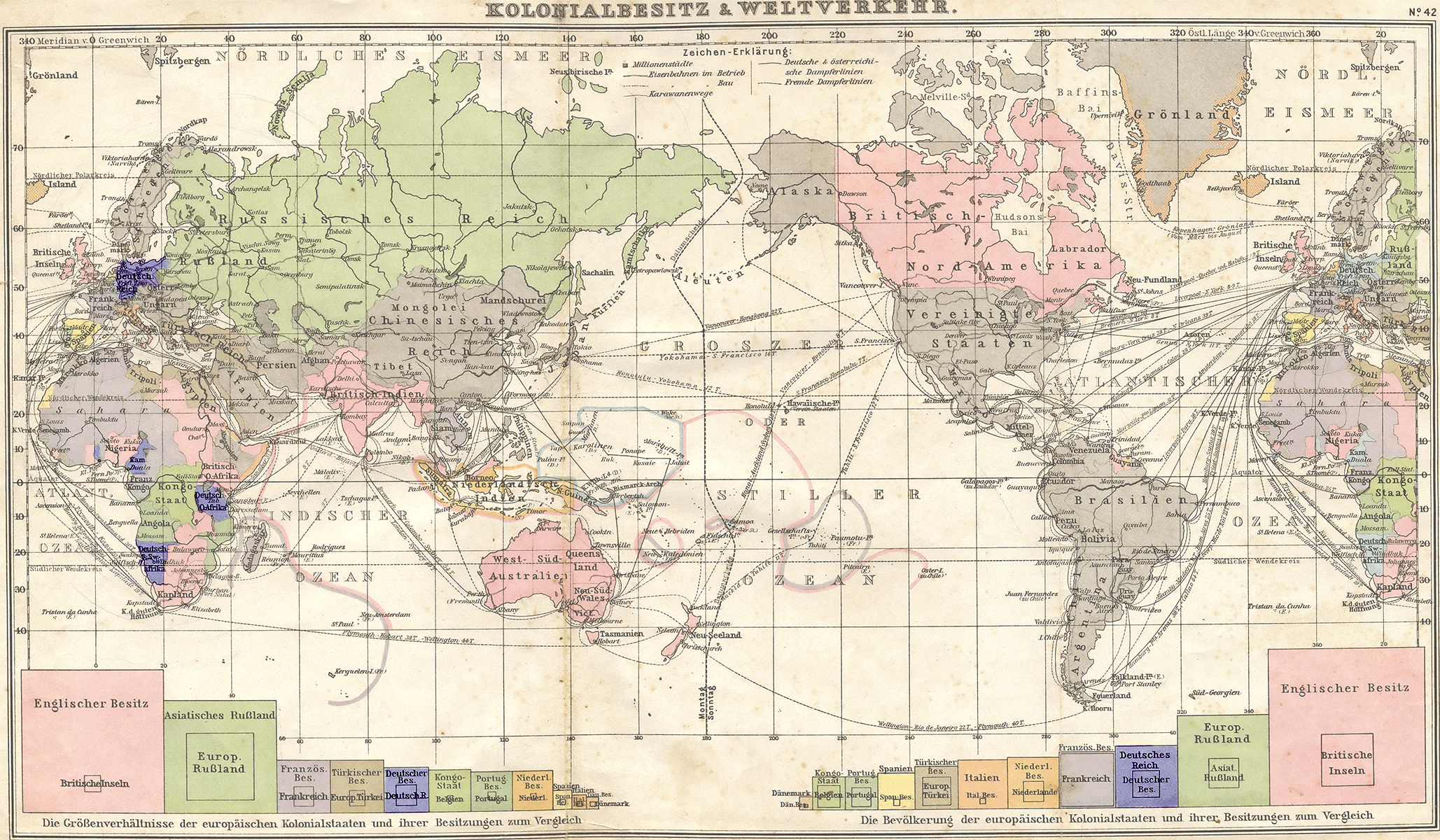

Епохою імперіалізму називають період з приблизно 1870 року до другої половини 20 століття. Для цього часу характерна боротьба за розподіл світу між могутніми імперіями, здебільшого європейськими. Серед цих держав: Британська імперія, Французька колоніальна імперія, Німецька імперія, Італійська імперія, Японська імперія та Сполучені Штати Америки. Зіткнення зазіхань різних імперіалістичних держав породило такі явища як Велику гру в Персії, шматування Африки, політику відкритих дверей у Китаї.
Дослідники історії Британської імперії Джон Ґаллахер та Рональд Робінсон відкидають думку про те, що імперіалізм потребує формального, легалізованого контролю уряду однієї країни над іншою. Вони зазначають, що еміграція з Британії, об'єм британської торгівлі та капіталовкладень далеко виходили на формальні межі імперії. Імперіалістичну політику вони визначають як таку, що дотримується принципу встановлення імперії «неформальної, якщо можливо, і формальної, якщо необхідно».
Європейські держави прагнули територіальних надбань тому, що отримували значну економічну користь від висмоктування ресурсів із колоній, а не тільки політичний та військовий контроль. Зокрема британці при підкоренні Індії використали політичну слабкість імперії Великих Моголів, і хоча іноді військова присутність мала важливе значення, вирішальну роль відіграло залучення місцевої еліти до економічного та адміністративного правління. Хоча чимало колоній були засновані з метою отримання економічних вигод, особливо в 17 та 18 століттях, щодо 19 та 20 століть такий погляд не завжди відповідає дійсності:

Сучасні імперії не є штучно створеними економічними машинами. Друга експансія Європи була складним історичним процесом, у якому політичні, соціальні й емоціональні сили в Європі й на периферії мали більший вплив, ніж розрахунок. Окремі колонії можуть служити економічним цілям, колективно жодна імперія не має визначених функції, ні економічних, ні інших. Імперії представляли лише окремі фази у безперестанно мінливих відносинах Європи з рештою світу: аналогії з промисловими системами чи вкладами у нерухомість тільки заводили на манівці.

В епоху імперіалізму європейські держави намагалися виправдати свої дії науковим обґрунтуванням на підствах економічної ефективності. Такий аргумент наводить британський дослідних імперіалізму Джон Аткінсон Гобсон: «Бажано, щоб земля була заселена, управлялася і розвивалася, наскільки можливо, расами, що можуть впоратися з цим найкраще, тобто расами з найвищою соціальною ефективністю».
У цей час, європейські купці мали можливість «переміщатися у відкритому морі, апропріювати надлишки в усьому світі (іноді мирно, іноді із застосуванням насильства) і зосередити їх у Європі».
Європейська експансія значно посилилася в 19-му столітті. Дефіцит сировини в Європі викликав її імпорт з інших країн. Європейці шукали сировини як, наприклад, барвників, бавовни, рослинних олій і руд металів за кордоном. Європа перетворилася на виробничий центр світу.
Під час європейської експансії значно покращилися зв'язок та транспорт. Винахід залізниць і телеграфу дозволив простіше спілкуватися з іншими країнами. Залізниці сприяли транспортуванню вантажів і постачанню великих армій.
У другій половині 20 століття майже всі великі колоніальні імперії розпалися, поступово втрачаючи колонії внаслідок національно-визвольної боротьби підкорених народів. Однак, це зовсім не означає, що світові наддержави відмовилися від імперіалістичної політики. Змінилися тільки методи контролю і розподілу сфер впливу.

## Імперіалізм і колоніалізм

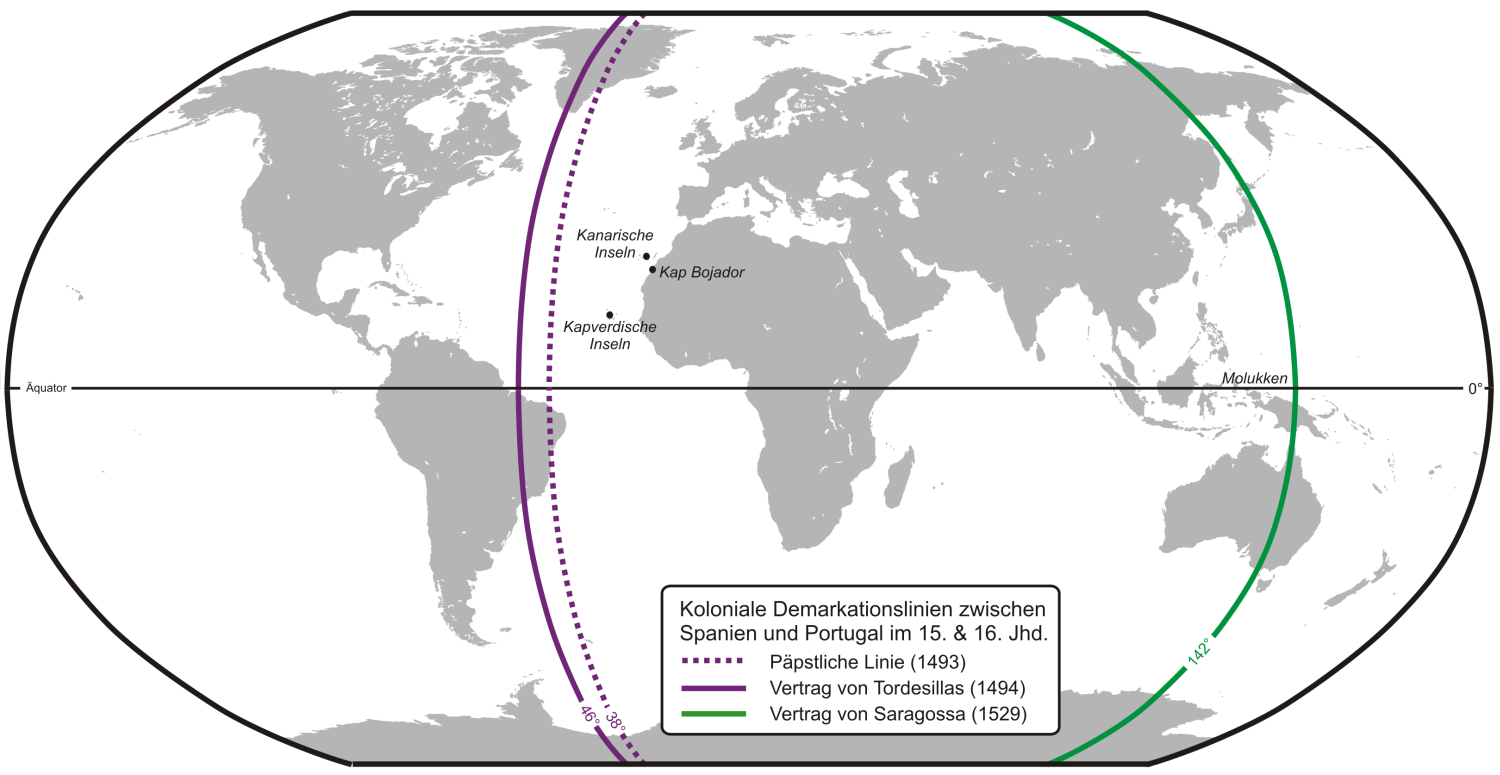
Розподіл світу між Португалією та Іспанією

Терміни імперіалізм та колоніалізм близькі, хоча між ними є різниця. Імперіалістична державна політика не завжди супроводжується утворенням колоній. Розширення впливу імперії проводиться не тільки у пошуках фінансової вигоди, а й переслідуючи політичні та ідеологічні інтереси, тоді як колоніалізм означає насамперед утворення поселень, колоній на чужих територіях.

## Імперіалізм і марксизм
Марксизм оголошує імперіалізм невід'ємною і характерною рисою капіталізму. З точки зору марксистів причиною імперіалістичної політики є жадібність буржуазії, яка прагне отримати у своє розпорядження ресурси підкорених народів. Володимир Ленін аналізує епоху імперіалізму в своїй праці Імперіалізм як вища стадія капіталізму. Його аналіз ототожнює імперіалізм із монополістичним капіталізмом, тобто капіталізмом, при якому вирішальну роль відіграють монополії — об'єднання компаній з метою поділу ринку й встановлення монопольних цін. Характерною рисою цієї стадії розвитку капіталізму він вважає вивіз капіталу на противагу вивозу товарів, тобто створення на території економічно відсталіших країн промислових підприємств, підконтрольних трестам і картелям імперіалістичних держав, за рахунок інвестицій та концесій.
На думку марксистів пролетаріат не має жодних підстав прагнути домінування над робітниками інших країн, а тому в майбутньому світовому соціалістичному суспільстві імперіалізму не буде місця.
Серед марксистів та неомарксистів каменем спотикання є проблема зовнішньої політики СРСР (частина з них, зокрема троцькісти, визначали її як «червоний імперіалізм»). Всередині марксистського підходу є також розбіжності щодо суті та наслідків імперіалізму: зокрема, британський соціолог марксист Воррен (1980) стверджував, що колоніалізм й імперіалізм скоріше допомагали капіталістичному розвитку в «третьому світі», ніж гальмували його; Воррен намагався довести, що така точка зору фактично ближче до початкового уявлення Маркса.
Загалом серед сучасних марксистів домінує думка, згідно з якою імперіалізм — це те, що відбувається, коли поєднуються дві раніше різні форми конкуренції: економічна конкуренція між капіталами та геополітична конкуренція між державами. При цьому сучасний «глобальний світ» з цієї точки зору також може відповідати визначенню «імперіалізм», оскільки визначальні елементи цього явища збереглися, набувши нового змісту в нових умовах. Зустрічається й наступна думка: якщо визначати період холодної війни як «неоімперіалізм», то сучасний період можна визначити як «постнеоімперіалізм».

## Імперіалізм в політиці великих держав

### Британський імперіалізм
Британська імперія — найбільша в історії колоніальна імперія, що підпорядковувалася британській короні. На час найбільшого розквіту (1921 рік) населення імперії становило 458 млн осіб або чверть світового. Британська колоніальна імперія почала складатися в 17 столітті, коли в Північній Америці з'явилися перші англійські колонії. Пізніше вона роширилася за рахунок Індії, а також нових земель відкритих англійськими та нідерландськими мореплавцями. В багатьох місцях, де Британія засновувала колонії, наприклад в Північній Америці та Австралії місцеве населення було малочисельним, і колоністи не зустрічали значного опору. В інших місцях, наприклад в Індії, ситуація докорінно відрізнялася. Місцеве населення було чисельним, мало свою власну давню культуру, але ослаблене внутрішньою боротьбою та протистояням індуїзму й ісламу. Британці захопили контроль над Індією завдяки перед усім торгівлі. Початково управління британською Індією здійснювала Британська Ост-Індська компанія і тільки після Повстання сипаїв британсська корона встановила пряме правління, що отримало назву британський радж.
Загалом торгівля, особливо морська торгівля, відіграла вирішальну роль у розширенні британських володінь. Трикутникова торгівля в Атлантиці призвела до значного збагачення королівства, а стрімка індустріалізація в XIX столітті забезпечила британців товарами для заморської торгівлі вже після того, як інститут рабства в Британії було скасовано. Британія стала майстернею світу.
Ідеологічною основою британського імперіалізму була віра в цивілізаторську місію. Британці вважали себе взірцем правди й справедливості, найрозвинутішою й найцивілізованішою нацією в світі, на яку покладено тягар білої людини нести прогрес у відсталіші кутки світу. Британська система управління була найчеснішою, найсправедливішою — натурально сам Бог велів Британії правити над морями.
Після Другої світової війни більшість колоній Британії стали незалежними. Спадкоємицею Британської імперії вважається Британська Співдружність.

Британська імперія (анімація)
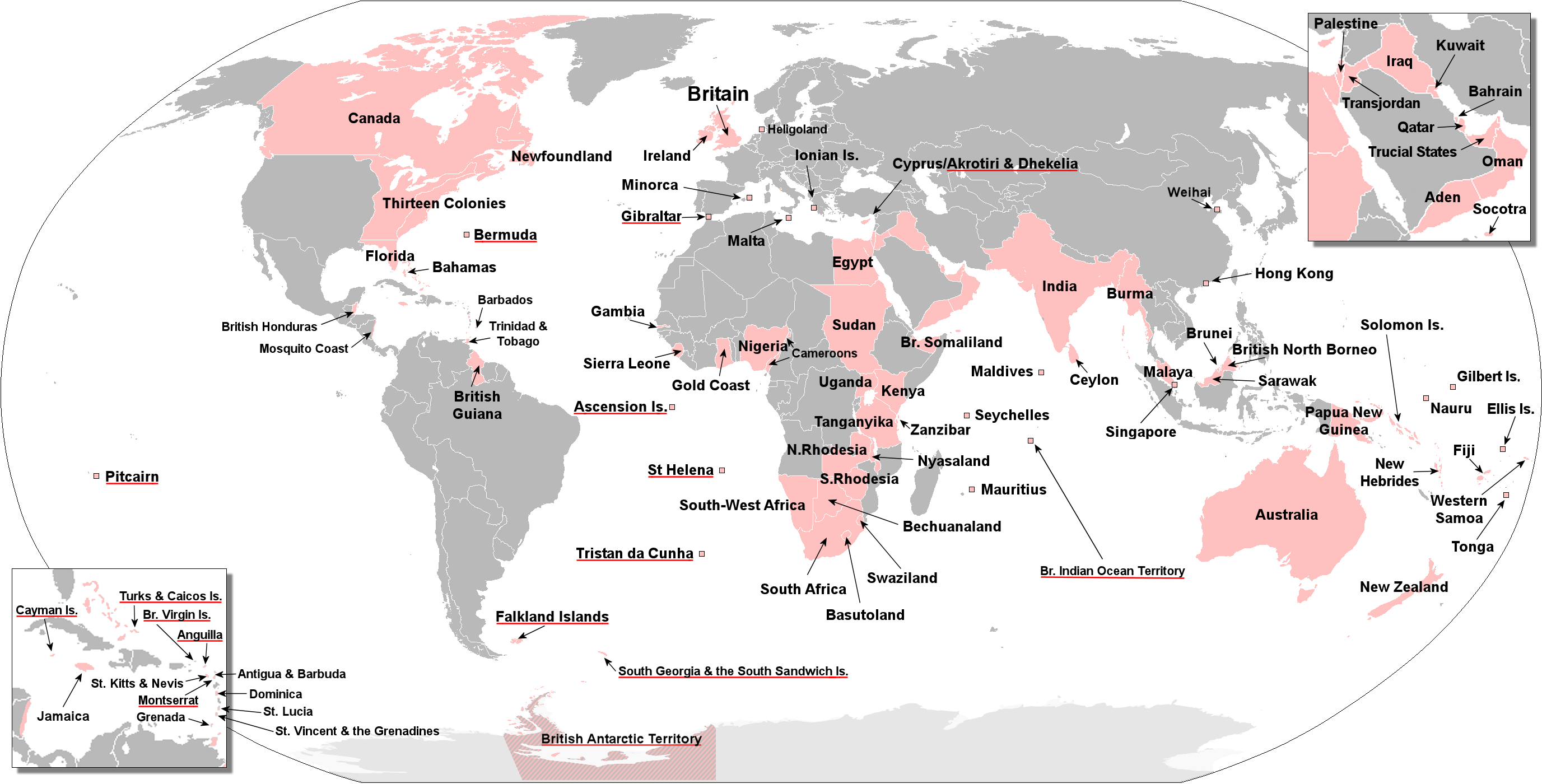
Британська імперія
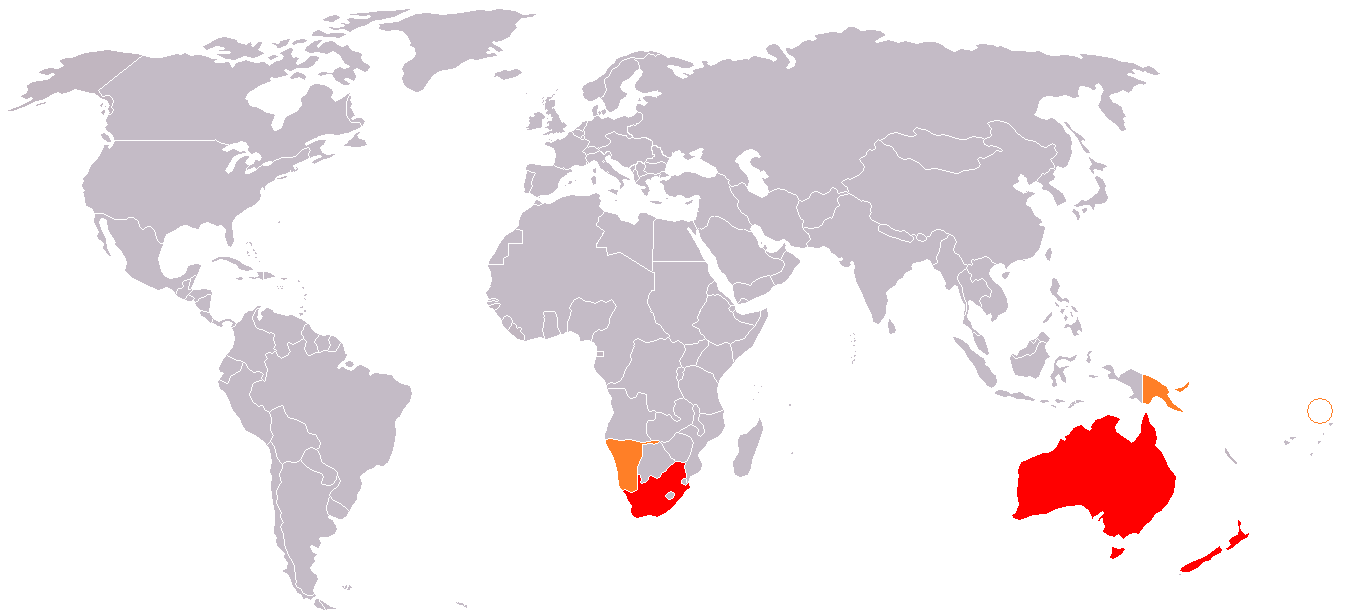
Колонії британських домініонів
Плани Португалії з об'єднання своїх африканських володінь, що суперечило інтересам Сполученого королівства
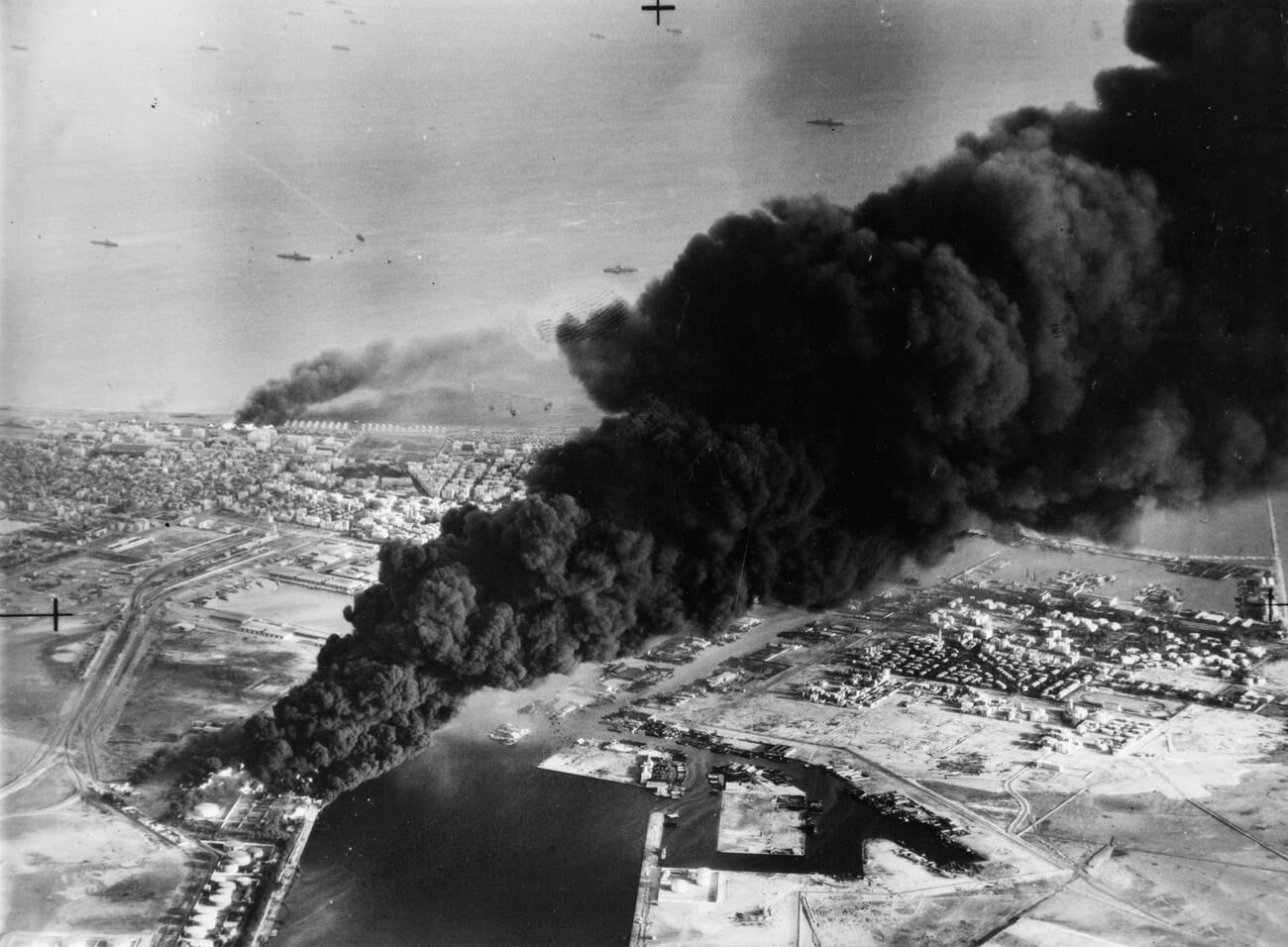
Спільний наступ британо-французьких сил на єгипетський Порт-Саїд після анексії Суецького каналу Єгиптом

### Російський імперіалізм
Російський імперіалізм пережив кілька етапів, змінюючи при цьому ідеологію. Спочатку імперія розширювалася за рахунок приєднання нових земель та народів. В європейській частині імперії поневолено було Татарстан, Крим, Україну, Білорусь, Польщу, Прибалтику, Фінляндію та Молдову, а також народи Кавказу. Далі імперія почала розширюватися на малозаселений Сибір та в Туркестан, доки імперія не зіткнулася зі сферами впливу інших імперій — Китайської, Японської та Британської.
Основою російського імперіалізму теж була віра в культурну й економічну перевагу, хоча водночас визнавалася відсталість Росії у порівнянні з Європою. Тоді як в британців король або королева виконували церемоніальну функцію, в Російській імперії панувало самодержавство. На службі у російського імперіалізму було православ'я і віра в те, що Росія «врятує світ». Пропагувалася ідея Третього Риму.
Для середини XIX століття характерним було пробудження національної свідомості європейських народів, покорених різними імперіями. У Росії в цей час поширилося слов'янофільство — ідея про те, що всі слов'янські народи, які потерпають під Османською та Австро-Угорською імперіями, повинні об'єднатися на чолі з Росією, змінивши гніт чужоземців на гніт «своїх».
Після революції 1917 року Російська імперія зазнала втрат — відкололися Польща, Фінляндія та Прибалтика. На решті території перемогли більшовики, і важливою запорукою цієї перемоги було збереження імперії, хоча й у іншій формі. Після дуже короткого періоду спроб розв'язання національного питання, в Радянському Союзі запанувала ідеологія русифікації. Крім того агресивно проводилася політика підготовки до світової революції. На зміну ідеології православ'я прийшла пропаганда передового суспільного ладу.
Після Другої світової війни до сфери впливу Росії потрапило багато європейських країн, що утворювали соціалістичний табір. Спроби інших народів чинити опір придушувалися військовою силою, як, наприклад, в Угорщині та Чехословаччині. У період холодної війни боротьба з Заходом, особливо США, стала глобальною і охопила всі сфери життя: економіку, ідеологію, науку, мистецтво, іноді переростаючи в локальні збройні конфлікти. Під кінець існування Радянського Союзу радянські війська захопили Афганістан, забезпечивши вихід до Індійського океану.
Після розпаду соціалістичної системи й самого Радянського Союзу внаслідок програшу Заходу в економічній боротьбі, нова імперія — Російська Федерація повернулася до ідеології часів Російської Імперії. На заміну самодержавству прийшов культ сильного лідера, інтенсивно пропагується ідея православ'я, вищості російської культури, російського світу.

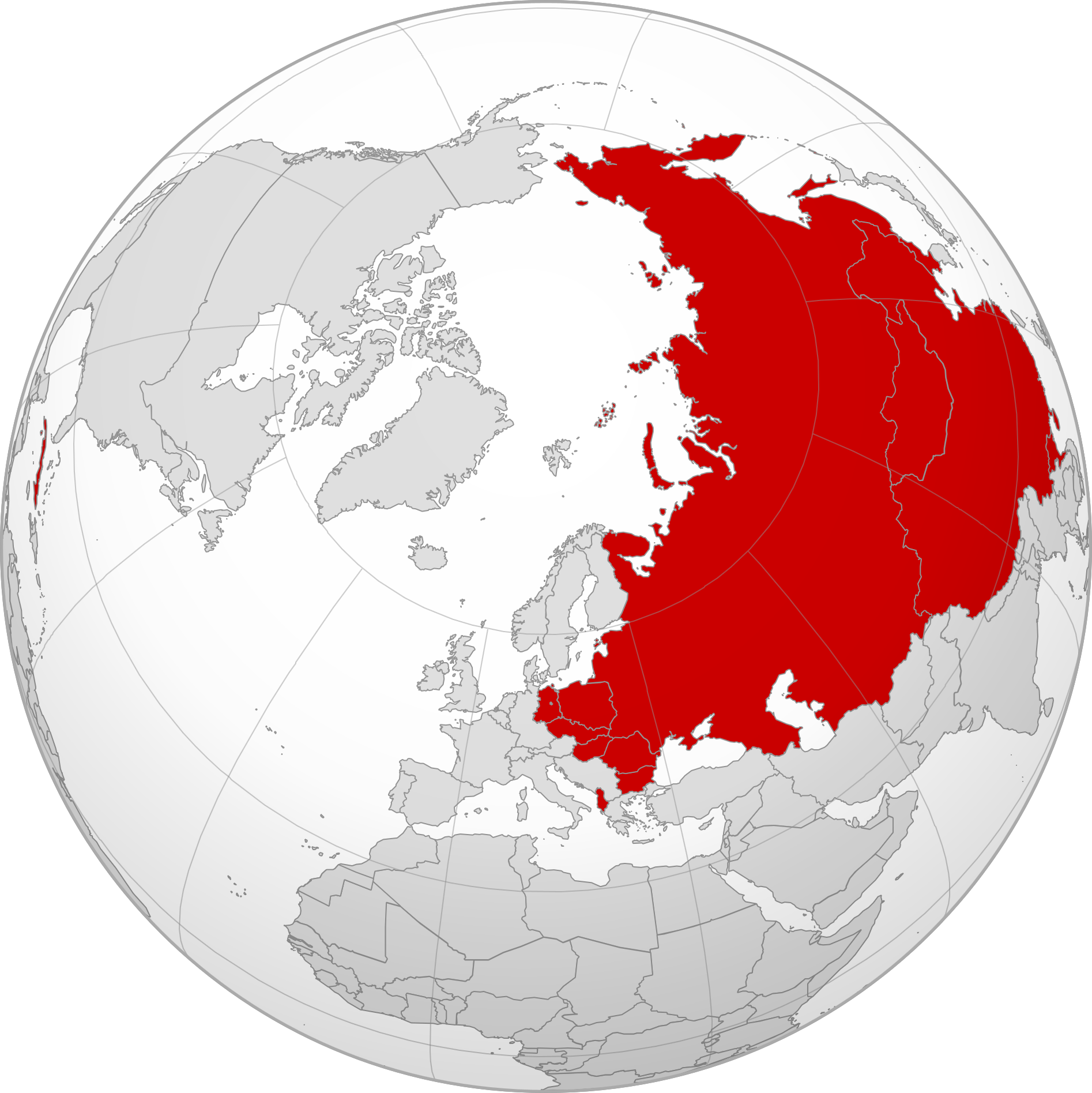
Радянська імперія
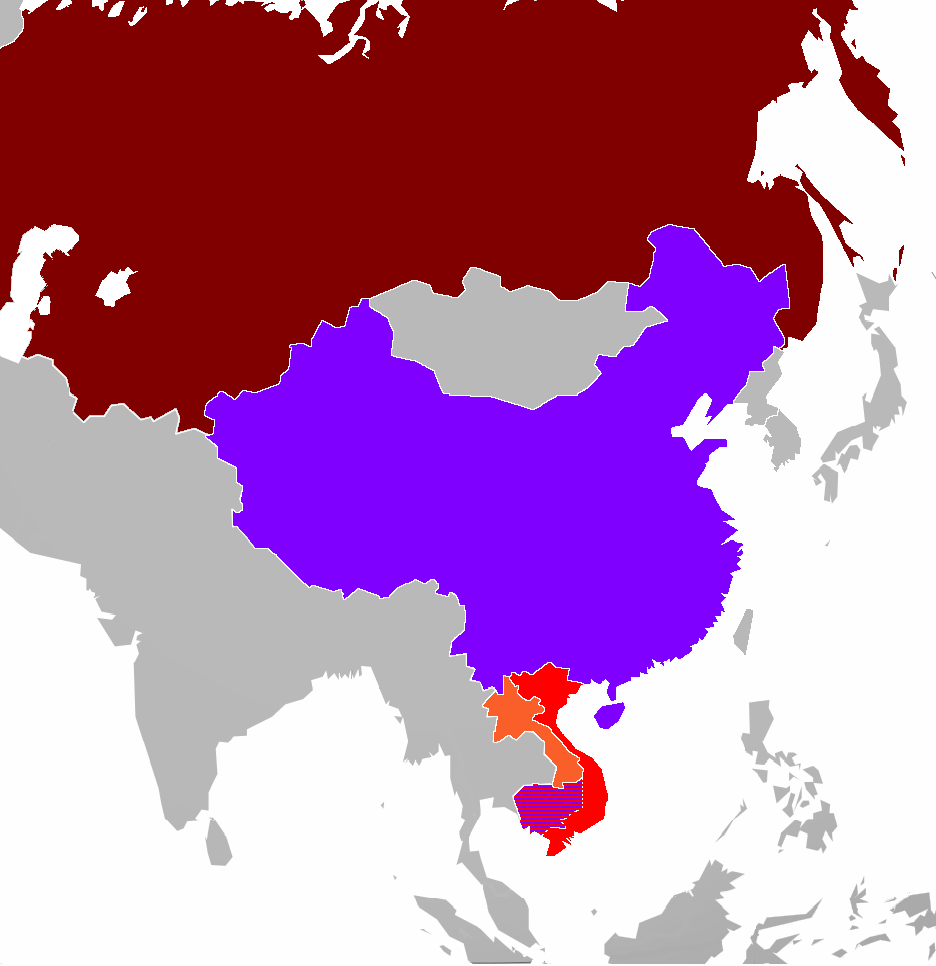
Стримування Китаю СРСР за допомогою В'єтнаму

### Французький імперіалізм
Французька колоніальна імперія — третя за величиною колоніальна держава (після Британської і Російської імперій). 1914 року, на піку свого процвітання, населення імперії (крім метрополії) становило 110 млн осіб.
Від французів походить термін шовінізм — зверхнього ставлення до будь-чого нефранцузького. Після французької революції в часи Першої імперії французи намагалися експортувати револіцію в інші країни Європи. Франція стала на шлях завоювань, однак зазнала поразки. В часи Другої імперії та респуліки Франція захопила багато земель в Африці та Індокитаї. Французький імперіалізм був економічним і культурним. Французька мова була мовою міжнародного спілкування освічених людей у Європі, Франція вела перед у культурному, зокрема мистецькому житті.
У 1960-х роках практично всі французькі колонії добилися незалежності, хоча Франція зберігає там вплив. Англійська мова витіснила французьку майже з усіх сфер міжнародного спілкування, змінився також склад населення у самій Франції. Французи радше відчувають ностальгію за колишніми славними часами.

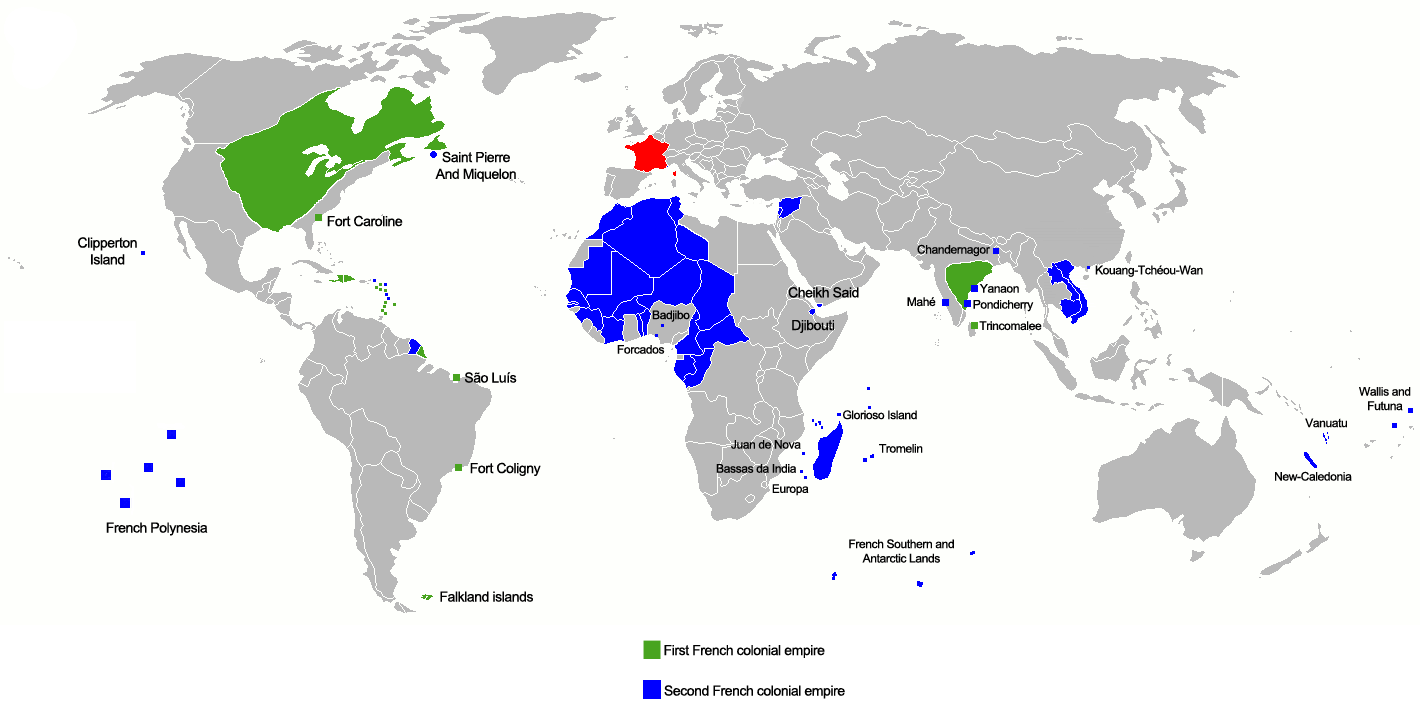
Мапа колишніх і сьогоденних залежних територій Франції
Еволюція Французької колоніальної імперії (анімація, рік позначено ліворуч вгорі)
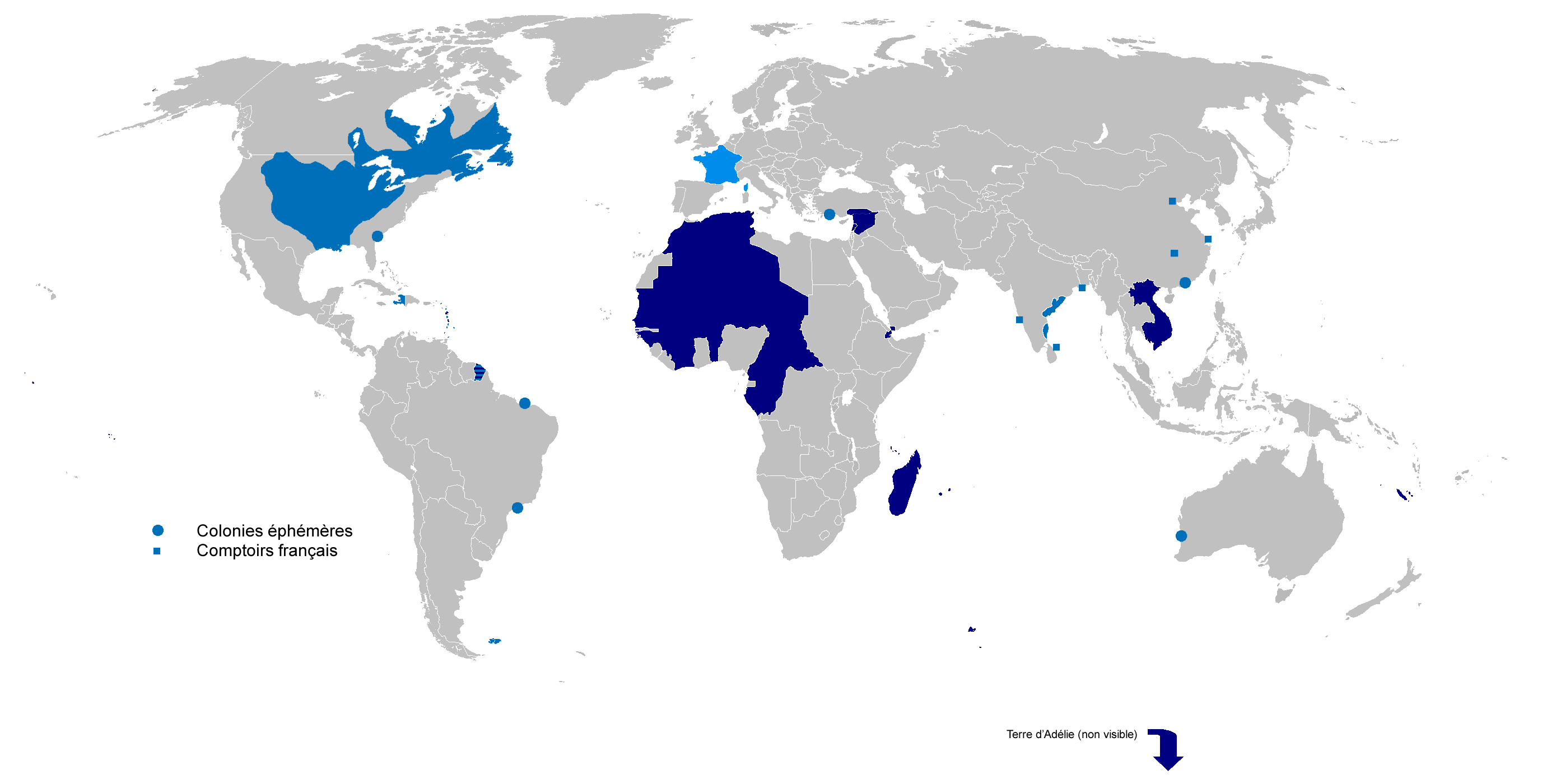
Французька колоніальна імперія
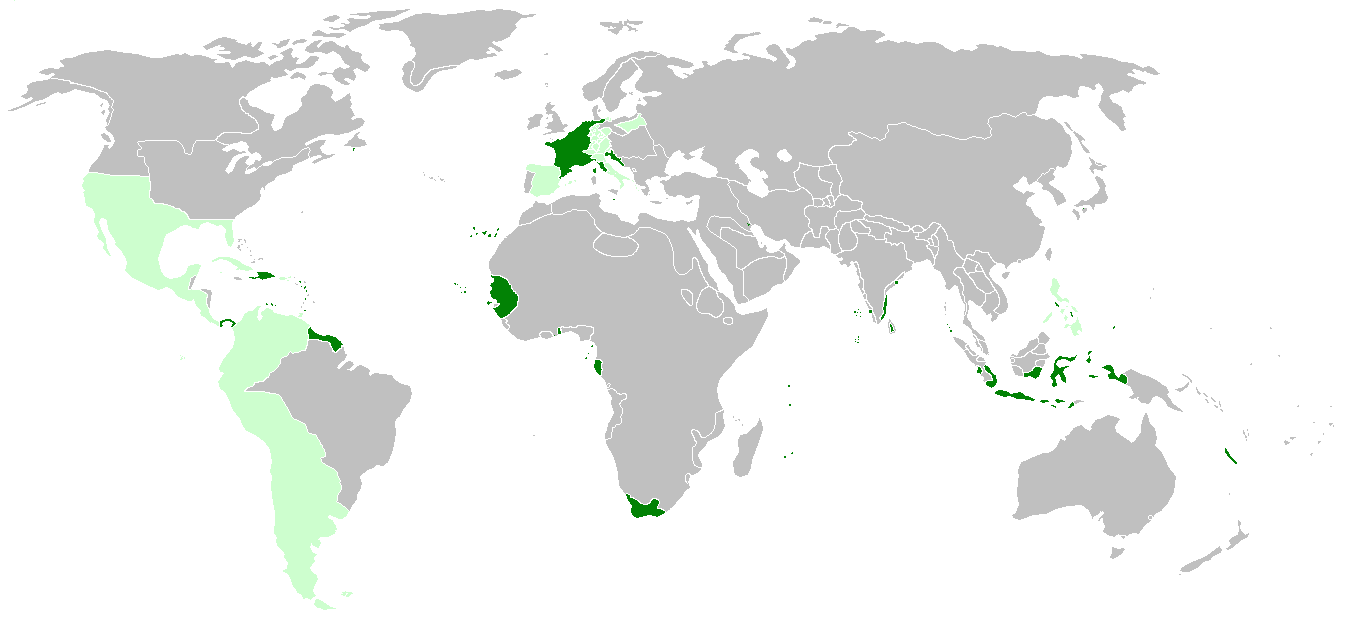
Перша Французька імперія (Наполеона), 1812
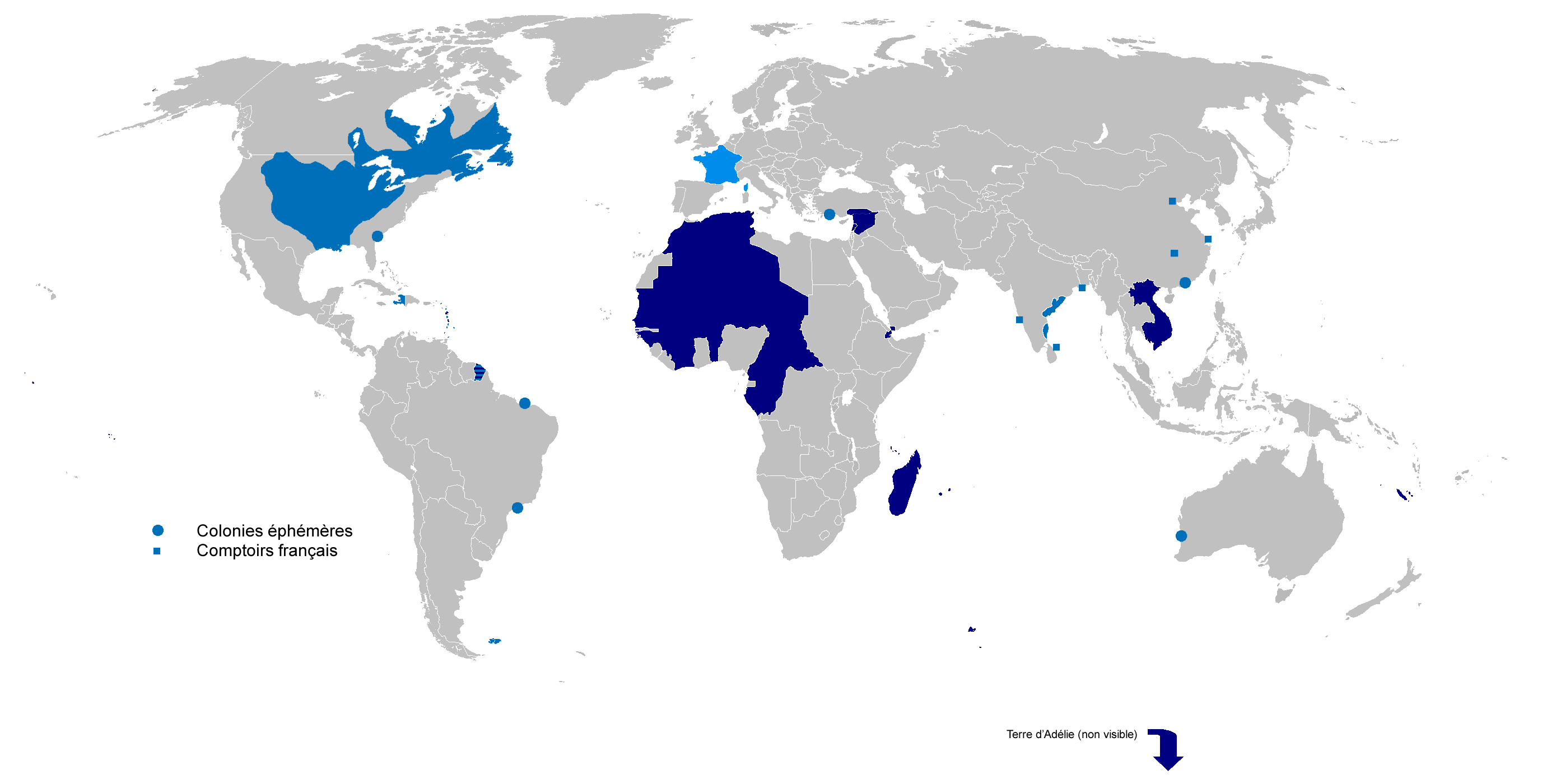
Мапа змін кордонів Французької колоніальної імперії (1534 -1977)
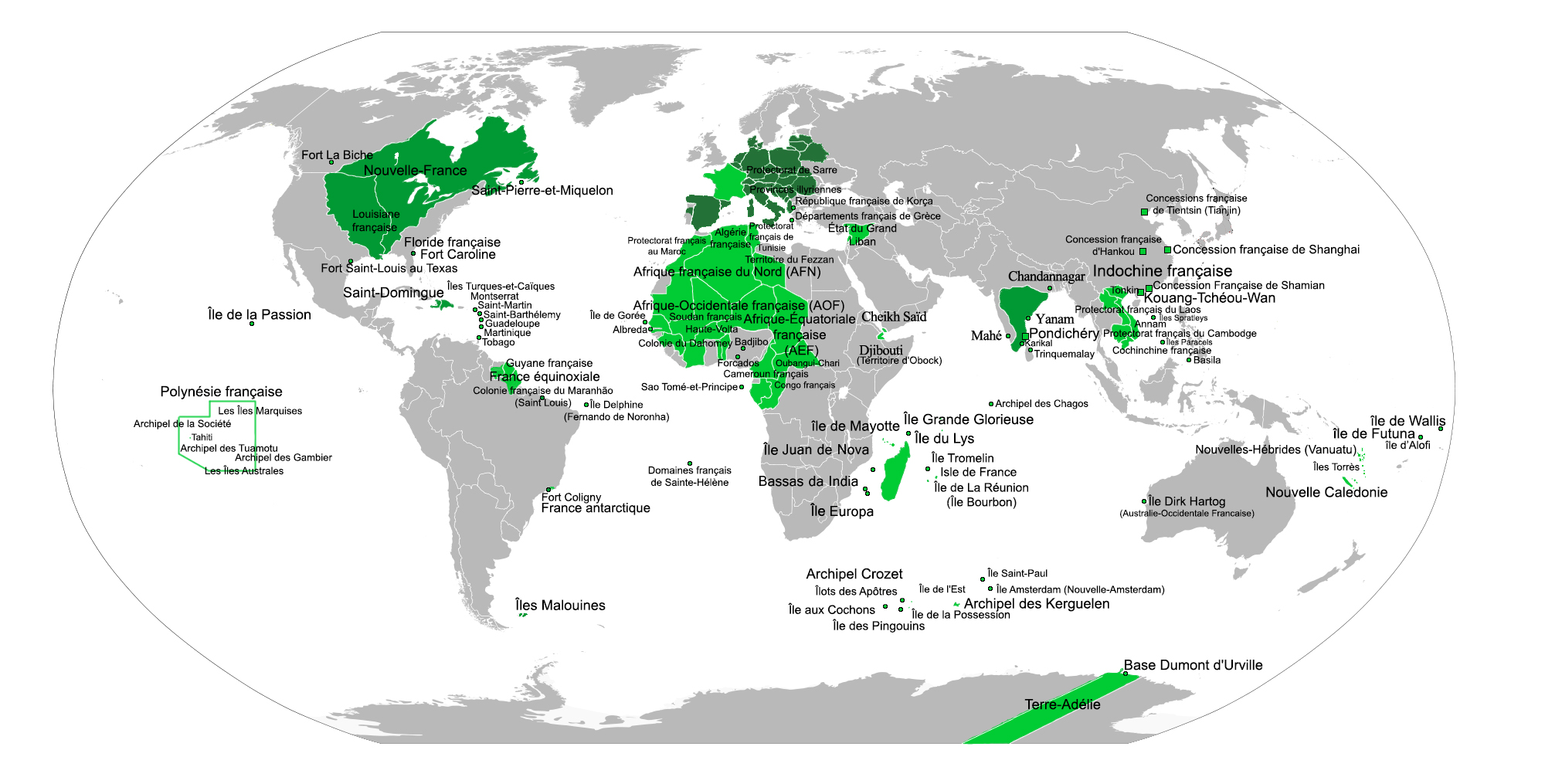
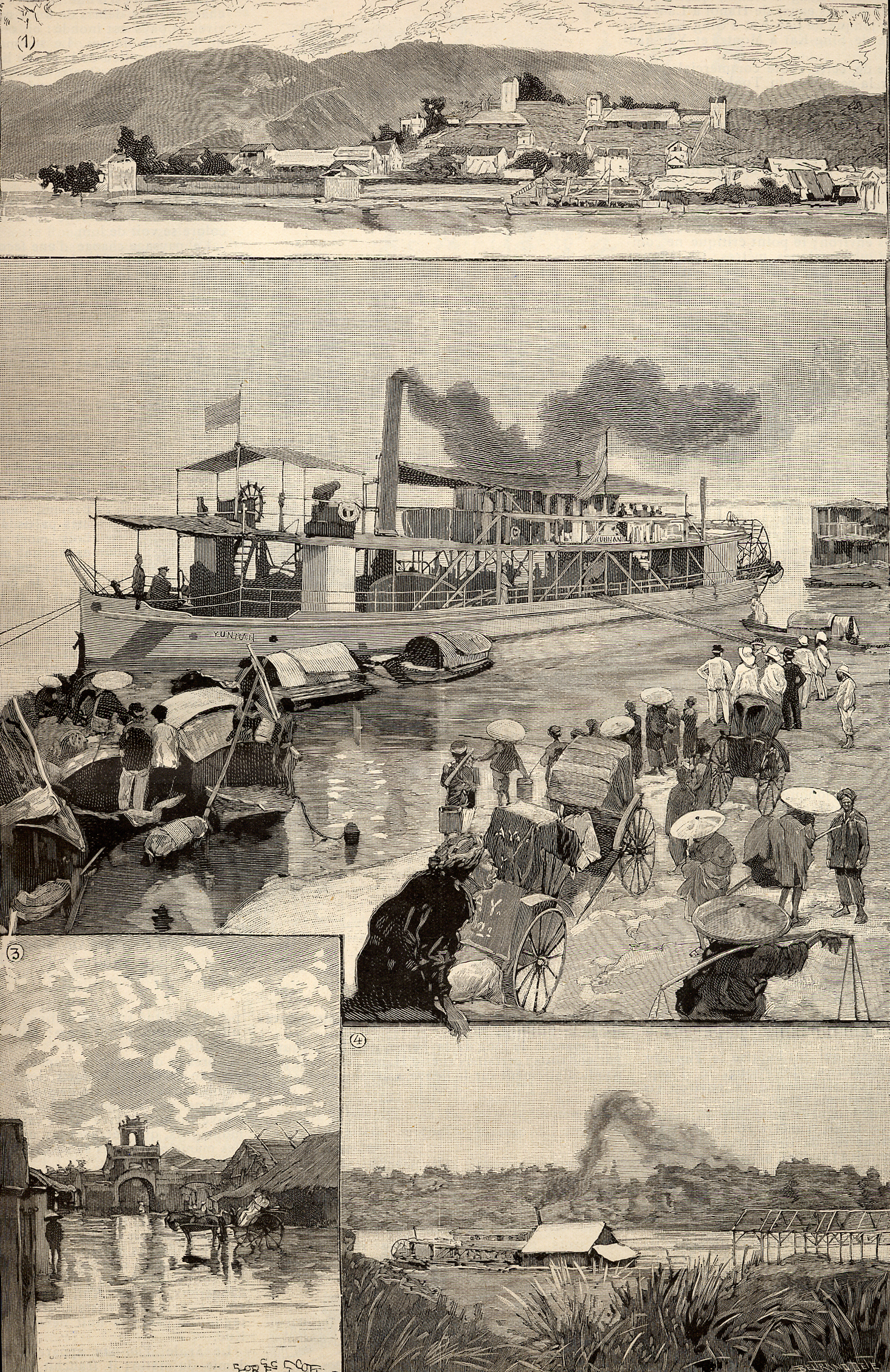
Колонії Другої Французької імперії
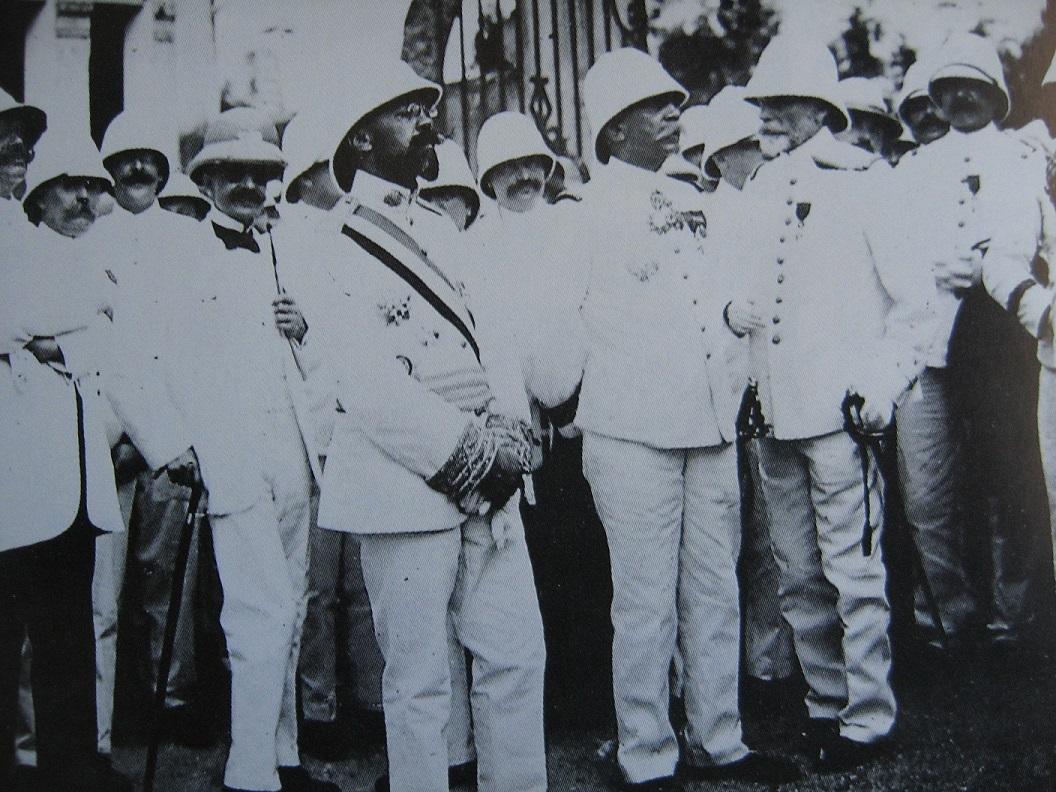
Французький Індокитай
Плакат символізує французьку колоніальну імперію під гаслом: «Три кольори, один прапор, одна імперія»
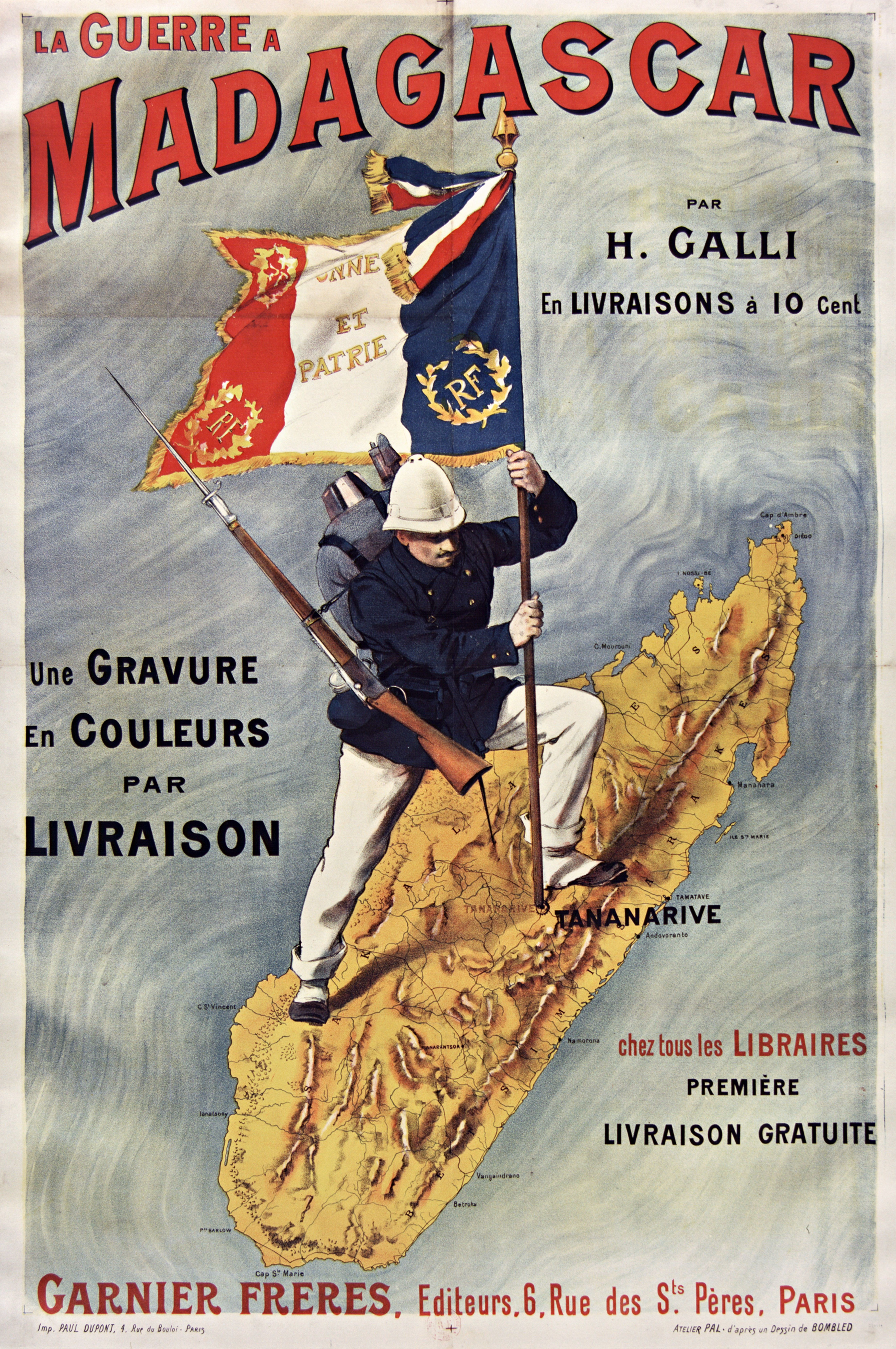
Підкорення Мадагаскару французами

### Імперіалізм США
Американський імперіалізм здебільшого економічний і культурний. Американці обґрунтовуютть своє право втручатися в справи будь-якої нації в світі вищістю своїх ліберальних цінностей, зокрема прав людини, громадянських свобод та верховенства права. Пряма територіальна експансія в американській політиці нечасте явище. Однак американці без вагань застосовують військову силу для підтримки політичних сил і режимів у світі, що проголошують орієнтацію на американські ідеали. Протистояння американського та російського імперіалізмів набуло піку в часи холодної війни. На початку XX століття американці бачать загрозу своєму домінуванню в світі не тільки з боку росіян, а й ісламських держав та Китаю.

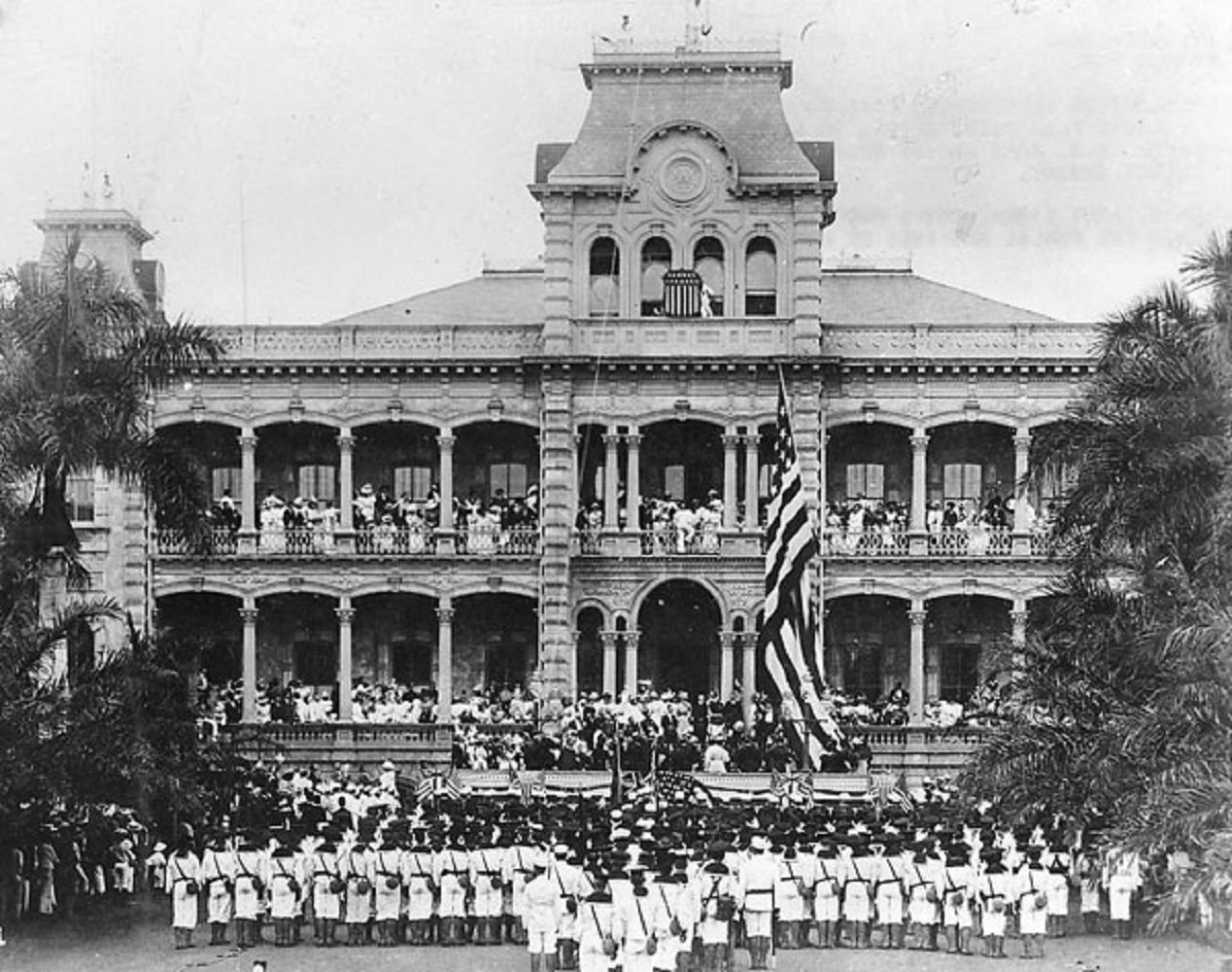
Підняття американського прапора на Гаваях
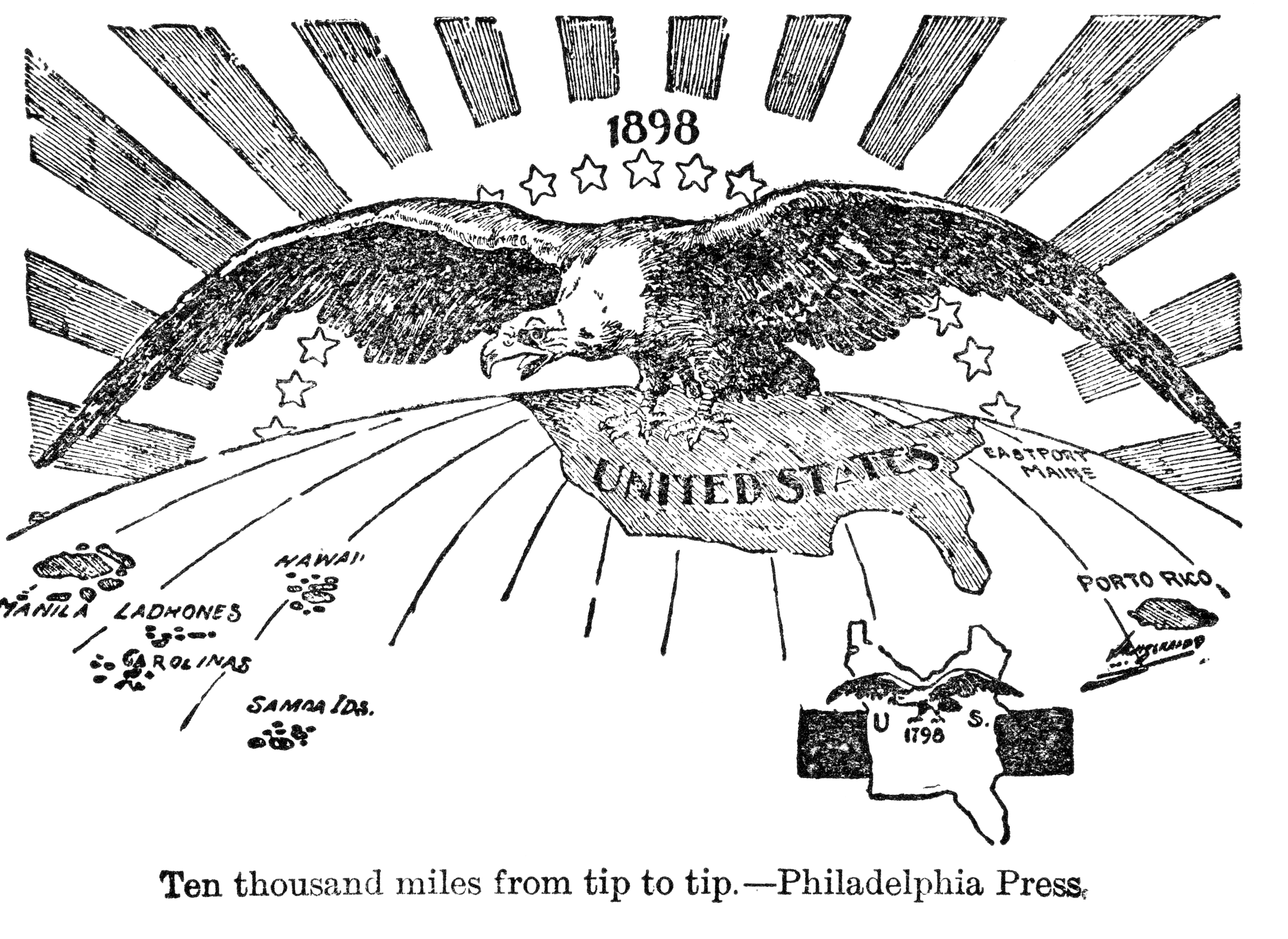
Територіальна експансія США
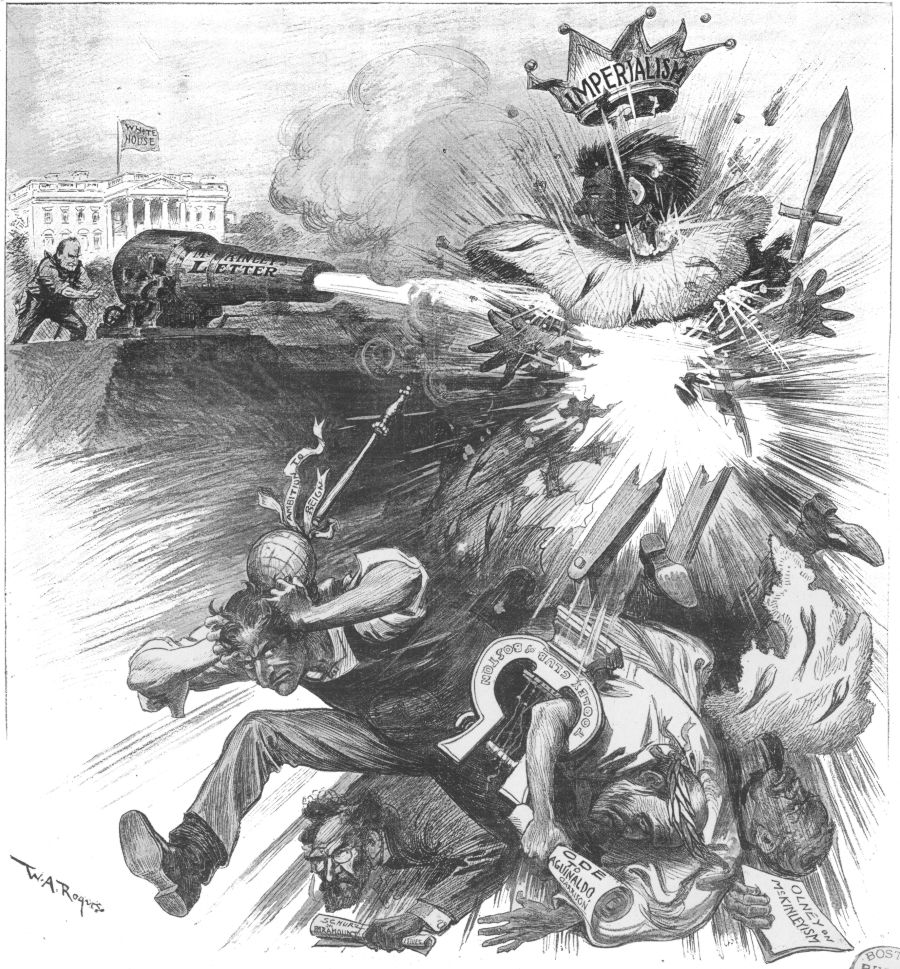
Президент МакКінлі знищує опудало імперіалізму

### Японський імперіалізм
Японія тривалий час була замкнутою країною і відмовлялася навіть торгувати з чужоземцями. Така політика сприяла виробленню одноорідності японського суспільства та зневаги до всього неяпонського. Після Ресторації Мейдзі японці стали жадібно переймати західну культуру, увібрали її і скоро повернулися до традиційних цінностей. На початку XX століття Японська імперія зіткнулася з необхідністю зупинити Російську імперію, і виграла Російсько-Японську війну. Унаслідок цієї перемоги в країні виросли культ імператора й мілітаристичні настрої. Під час Другої світової війни Японія захопила великі території в Азії та на островах Тихого океану. Традиційна зневага до чужоземців сприяла такій експансії й призвела до жорстокого поводження з населенням окупованих територій. Після поразки Японії у війні за умовами мирного договору з америкацями в країні була заборона армія й пропаганда мілітаризму, однак в післявоєнні часи почалася економічна експансія. Японія стала одним із найбільших виробників у світі, що почало змінюватися в XXI столітті з підйомом економік Південної Кореї та Китаю.

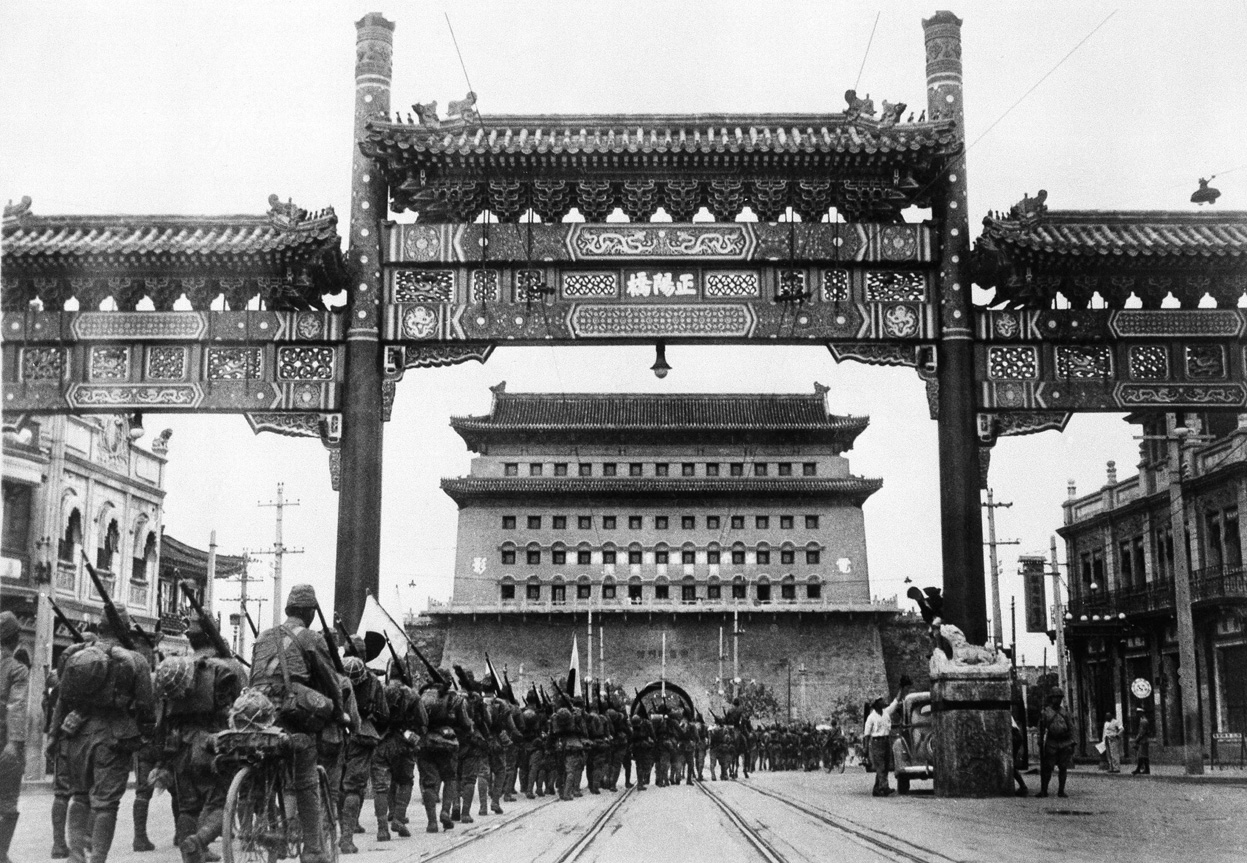
Японська окупація Пекіна
Японська імперія

### Німецький імперіалізм
Зі своєї первісної батьківщини в Скандинавії та далекій півночі Європи германські племена розселилися по Північній і Західній Європі в середині періоду античності і по Південній Європі в період пізньої античності, завойовуючи кельтські і інші народи, і утворюючи Священну Римську Імперію, першу німецьку імперію. Однак, на відміну від Китаю, не було ніякої реальної системної наступності від Західної Римської імперії до її німецької наступниці яка була «не свята, не римська і не імперія», численні дрібні держави існували в конфедерації різного ступеня автономності. Хоча в 1000 році німецьке завоюванням центральної, західної та південної Європи, у тому числі Італії, було завершено (за винятком лише мусульманської Іберії), не було процесу, еквівалентного китаїзації, і «Німеччина» залишалася переважно концептуальним терміном, що відноситься до аморфної області у центральній Європі.
Участь Німеччини, яка не була ані морською державою, ані національною державою, в західному імперіалізмі був незначним аж до кінця 19-го століття, а участь Австрії була, насамперед, результатом контролю Габсбургами Першої Імперії, іспанського трону та інших королівських домів. Після поразки Наполеона та розпаду першої німецької імперії, Пруссія та німецькі держави продовжували стояти осторонь від імперіалізму, воліючи маніпулювати європейською системою через політиків зразка Меттерніха. Після того, як Пруссія об'єднала інші держави у другій Німецькій імперії, її багаторічний лідер Отто фон Бісмарк (1862—1890) довго протистояв колоніальній політиці, заявивши, що зусилля на здобуття, збереження і захист такого майна, буде переважувати будь-які потенційні вигоди. Він відчував, що колонії не будуть оплачуватися, що німецька бюрократична система не буде добре працювати в спокійних тропіках, і дипломатичні суперечки навколо колоній відвернули б Німеччину від її головного інтересу, самої Європи. Однак, в 1883-84 роках він раптом змінив політику і миттєво збудував колоніальну імперію в Африці і в південній частині Тихого океану, а потім знову втратив інтерес до імперіалізму. Історики сперечаються, чому він здійснив цей раптовий але недовговічний крок. Він усвідомлював, що громадська думка почала вимагати колоній як ознаки німецького престижу. Створення німецької колоніальної імперії відбувалося гладко, починаючи з німецькою Нової Гвінеї в 1884 році.
Боротьба німців за місце під сонцем часто супроводжувалася жорстокістю, прикладом чого може бути геноцид гереро та нама на початку XX століття. Після поразки в Першій світовій війні в Німеччині набрав сили нацизм, що проголошував арійську расу вищою від будь-якої іншої.
Після розпаду недовговічного Третього рейху, і провалу спроби створити велику імперію в Євразії, Німеччина була розділена між західною і радянською сферами впливу аж до перебудови і розпаду Радянського Союзу. Нова об'єднана Німеччина є великою економічною потугою і опорою Європейського Союзу, що об'єднав Німеччину, Францію та інші країни Європи.

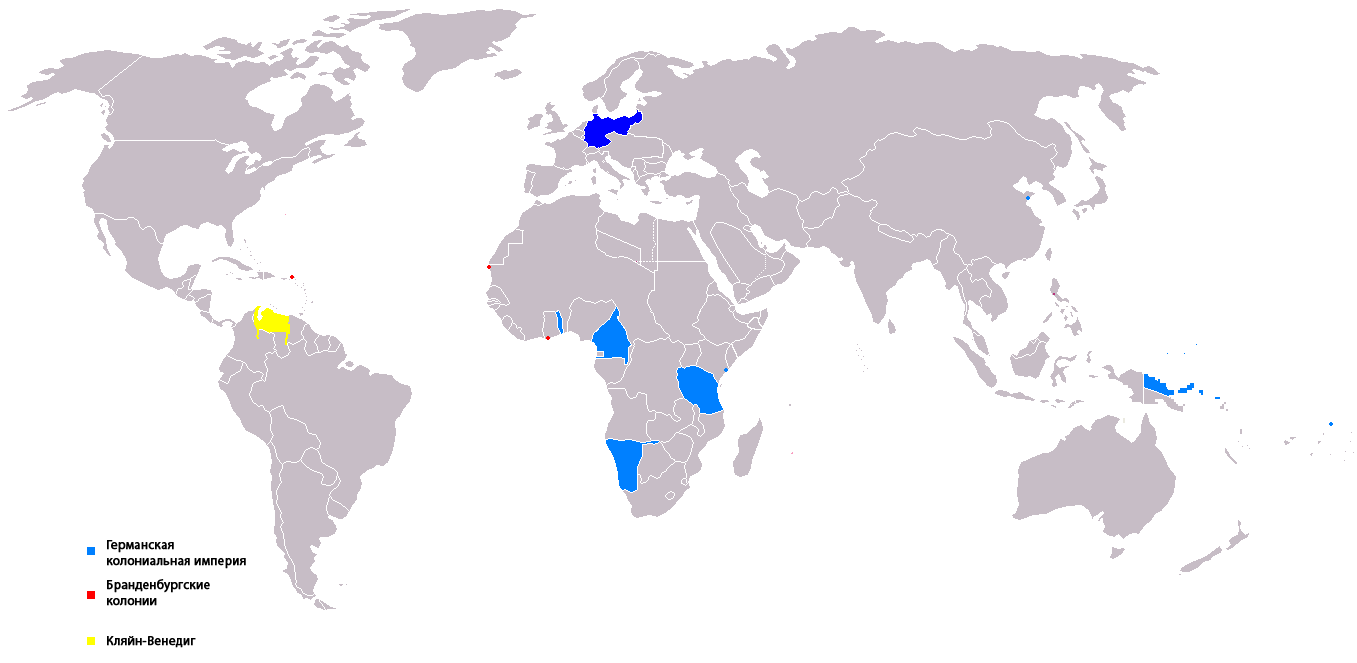
Німецька колоніальна імперія
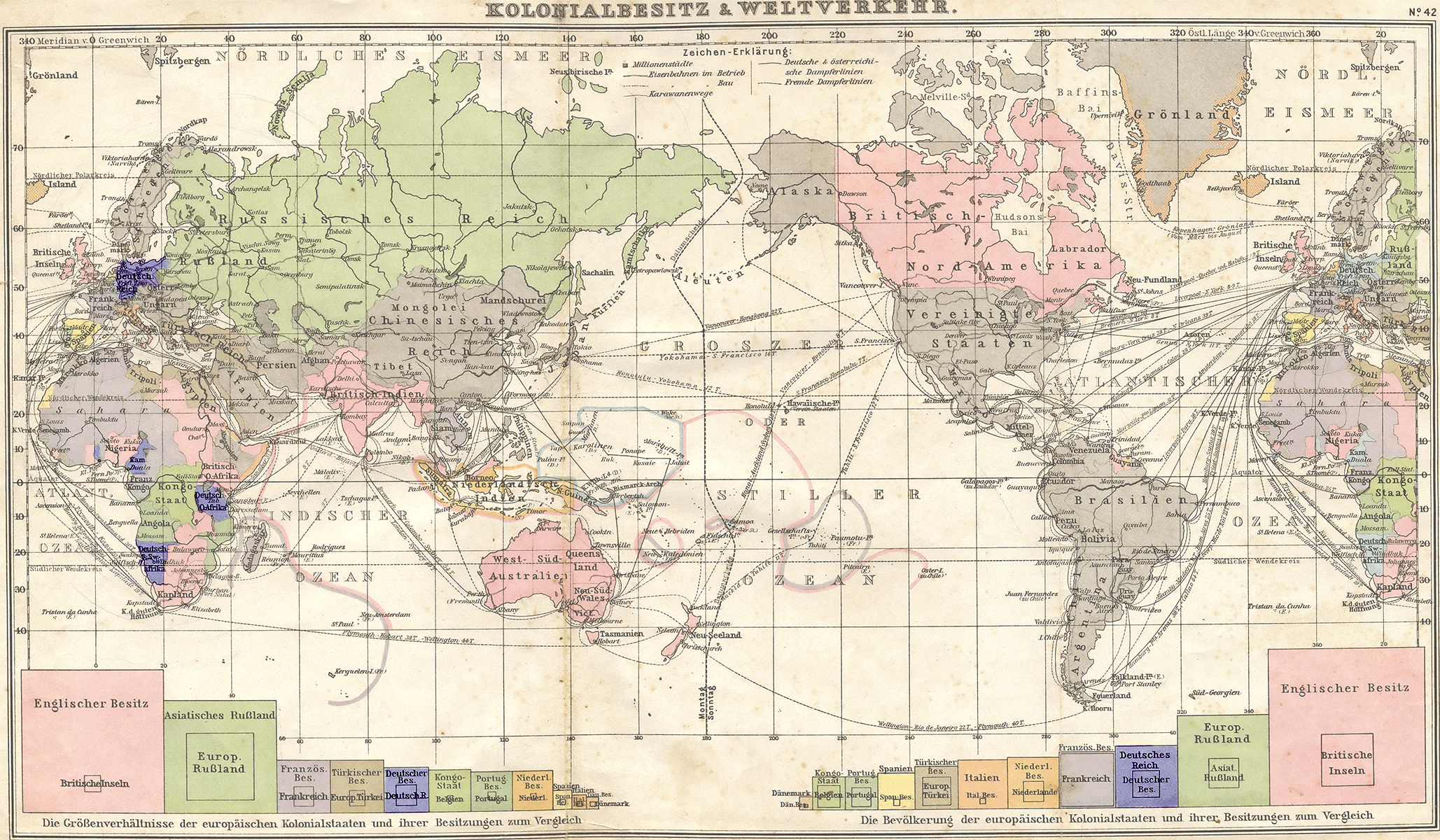
Колоніальні володіння в 1905. Німецькі колонії позначені синім кольором
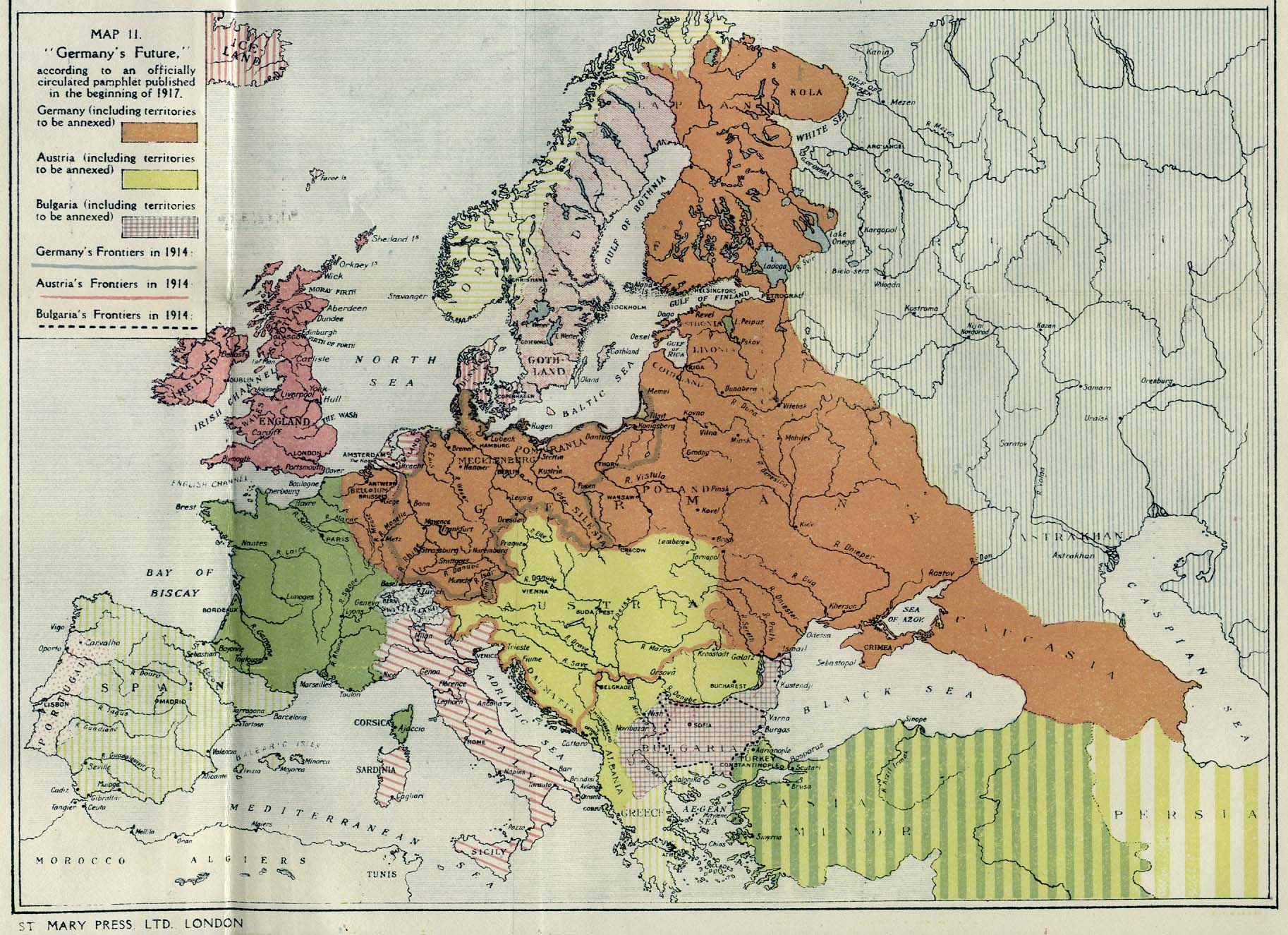
Плани Німеччини на територіальні придбання в Європі в уявленні західних союзників у 1917
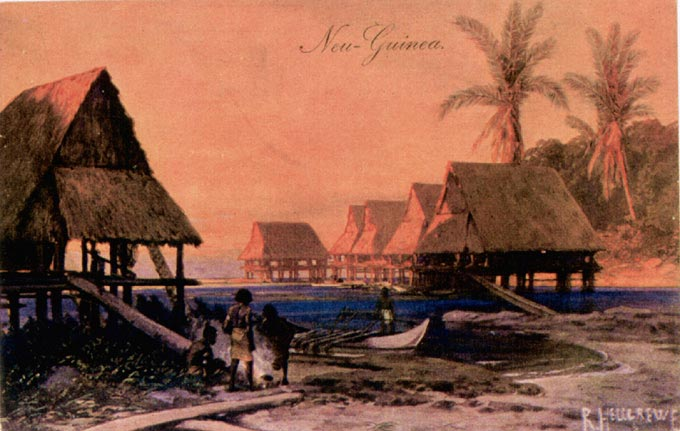
Німецька Нова Гвінея. Ілюстрація з книги нім. «Das Buch von unseren Kolonien», 1908
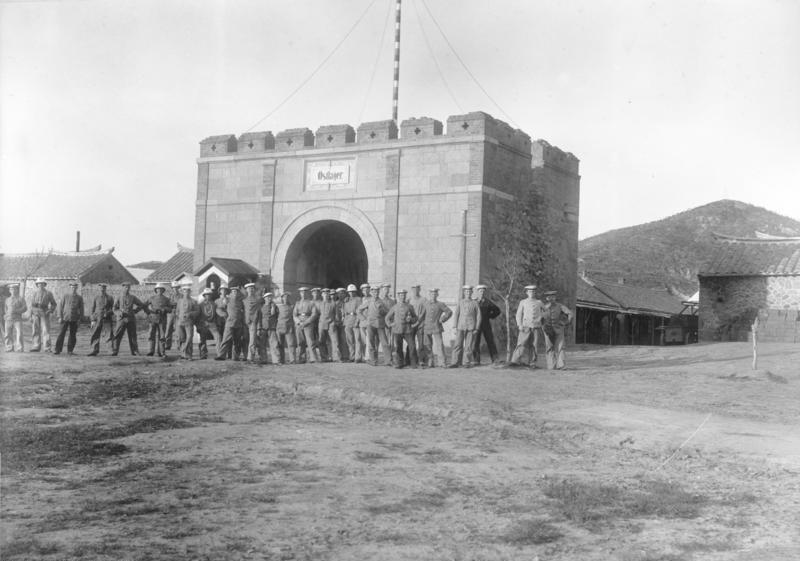
Німецькі солдати в Циндао, Китай
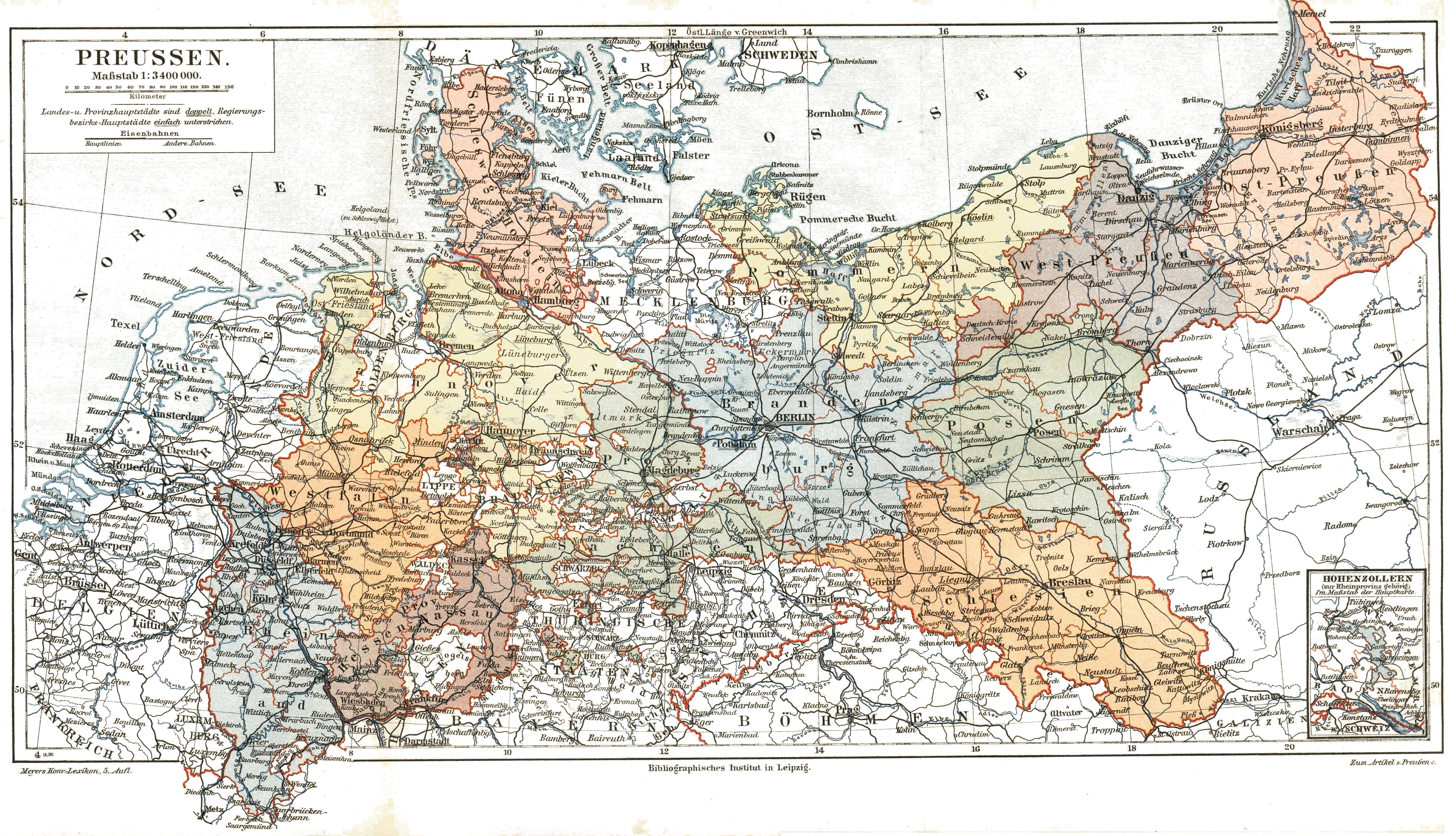
Прусський імперіалізм, 1905
Німецька імперія
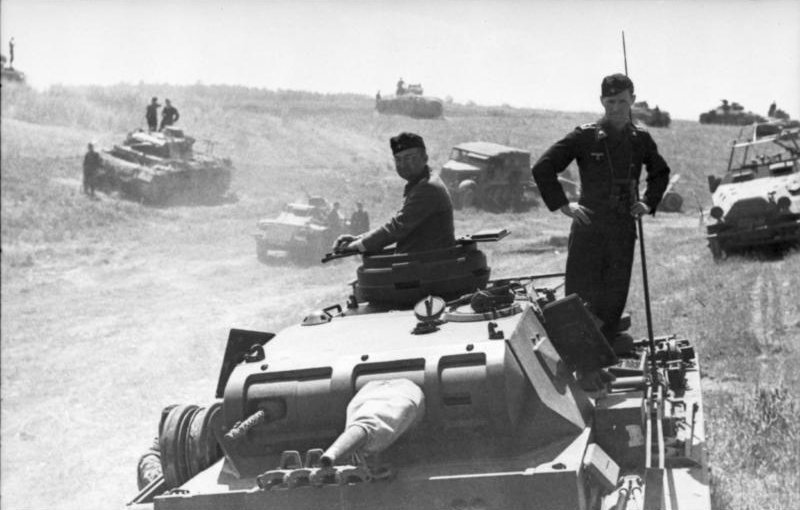
Німецькі танки на Східному фронті

### Османський імперіалізм
Турки-османи прийшли в Малу Азію як завойовники. Першою жертвою цього завоювання стала Візантійська імперія. Османська імперія згодом захопила величезні території на Балканах та арабський світ. Її завойовницькі плани в Європі обмежували Австо-Угорська та Російська імперії. Ідеологічною основою османського імперіалізму був іслам. Прикладом жорстокого поводження турків із покореними народами є геноцид вірменів. Після програшу в Першій світовій війні імперія розпалася. На початку XX століття Туреччина грає другу скрипку в ісламському світі.

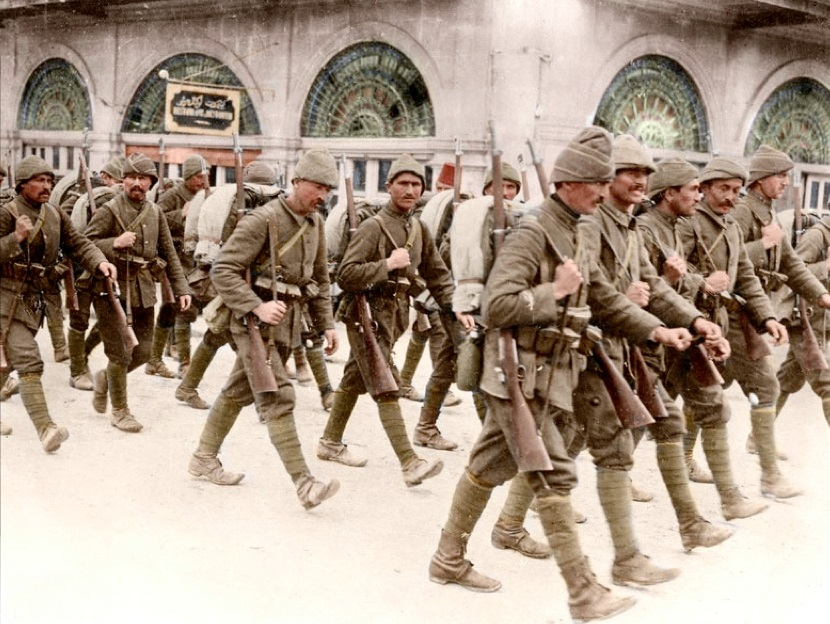
Османські війська в Алеппо
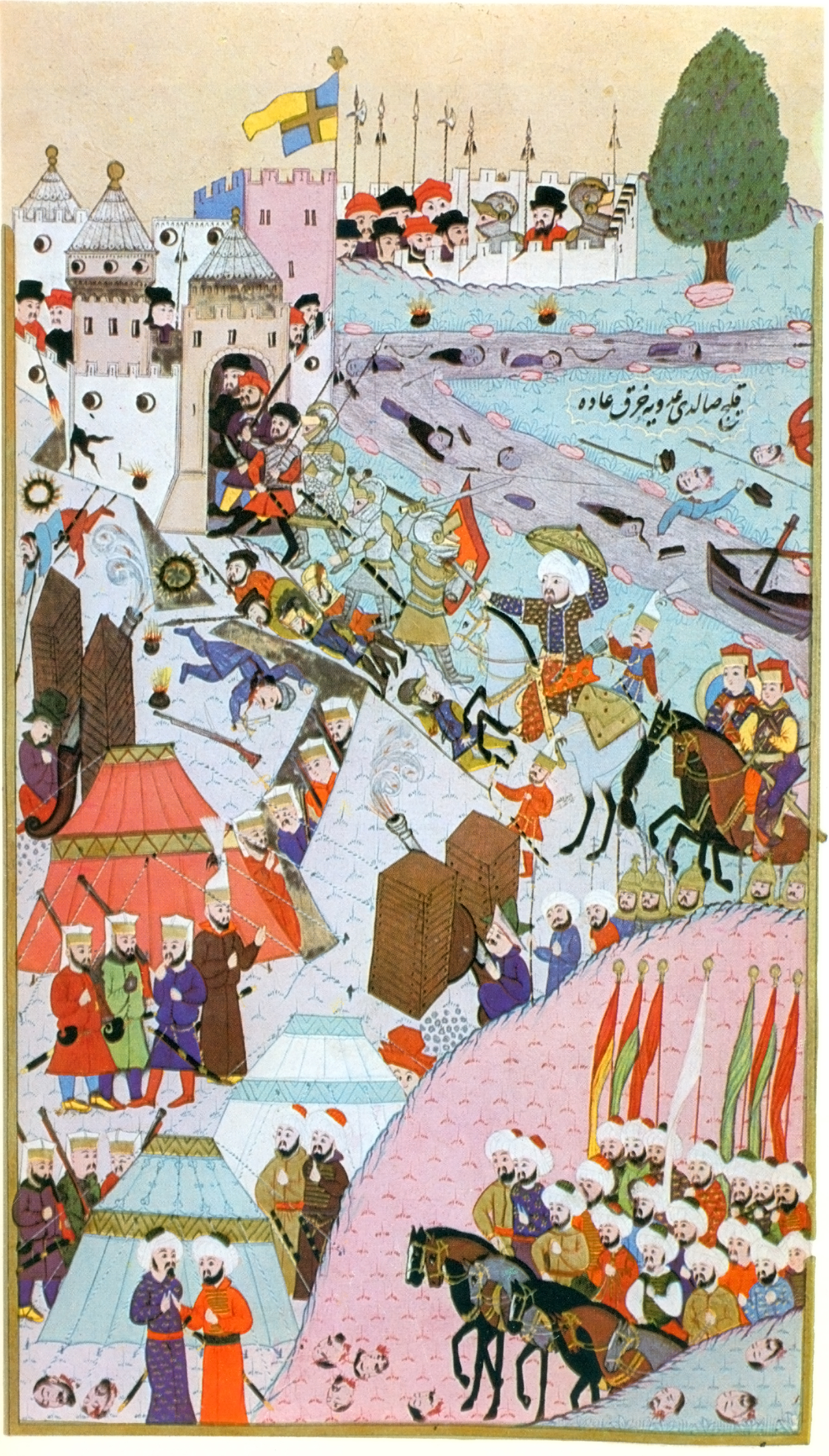
Облога Белграда османськими військами